# 찬드라굽타 마우리아
찬드라굽타 마우리아(재위 기원전 320년경 ~ 기원전 298년경)는 마가다에 기반을 둔 인도 아대륙의 마우리아 제국의 창시자이자 초대 황제이다.
그의 집권은 기원전 323년 알렉산드로스 대왕의 인도 원정 이후와 그의 이른 죽음 이후 발생한 불안과 지역 전쟁의 시기에 시작되었지만, 정확한 연대기와 사건의 순서는 역사가들 사이에서 논쟁의 여지가 있다. 그는 갠지스강 계곡의 마가다에 있는 인기가 없는 난다 왕조에 대항하여 전쟁을 시작하여 그들을 물리치고 자신의 왕조를 세웠다. 또한 그는 그리스인들에 저항하기 위해 군대를 일으켜 그들을 물리치고 동부 인더스강 계곡을 장악했다. 마가다 정복은 일반적으로 기원전 322~319년경으로 거슬러 올라가고, 이후 펀자브로의 확장도 기원전 317~312년경으로 거슬러 올라가지만, 일부 학자들은 그가 마가다를 정복하기 전에 펀자브에서 먼저 권력 기반을 다졌을 수도 있다고 추측하기도 했다. 대안적인 연대기에서는 이 모든 사건들을 기원전 311~305년경으로 본다. 불교 및 자이나교 전설에 따르면, 찬드라굽타는 그의 스승인 차나키야의 도움을 받았고, 차나키야는 훗날 그의 재상이 되었다. 그는 이후 기원전 305~303년경 셀레우코스 1세 니카토르와의 정략결혼을 통해 서부 인더스 강 계곡의 일부와 아마도 동부 아프가니스탄까지 그의 영역을 확장했다. 그의 제국에는 구자라트주와 지리적으로 광범위한 도시 및 무역로 네트워크도 포함되었다.
찬드라굽타의 기원과 초기 생애에 대한 역사적 사실은 전설뿐이며, 그의 통치에 대한 이야기는 주로 그리스와 로마의 단편적인 기록과 그의 사후 수세기 후에 쓰여진 몇몇 인도의 종교 문헌에서 추론된다. 당대 기술과 인프라의 수준은 찬드라굽타의 통치 범위를 제한했으며, 행정은 지방과 지역 정부를 중심으로 분산되어 있었고, 제국 내에 넓은 자치 지역이 존재했다. 찬드라굽타의 통치와 그의 손자인 아소카 대제 치세에 절정에 달한 마우리아 제국은 경제적 번영, 개혁, 사회 기반 시설 확장 시대를 열었다. 불교, 자이나교, 그리고 아지비카교는 브라만교 전통을 넘어 유명해졌으며, 아소카 치세에 불교의 확장과 브라만교와 비브라만교 종교 전통의 종합이 이루어져 힌두교로 수렴되었다. 그의 전설은 여전히 분할되지 않은 인도 민족의 비전을 고취시킨다.

## 역사적 자료
찬드라굽타와 그리스인 및 난다 왕과의 대립은 기원전 1세기부터 서기 2세기까지의 그리스-로마 문헌에 몇몇 구절로 짧게 언급되어 있다. 당시 인도에 대한 인상은 다른 여러 그리스 문헌을 통해 알 수 있다. 그는 또한 브라만교, 불교, 자이나교 종교 문헌 및 전설에도 언급되어 있는데, 이들은 그의 후기 수용에 대한 인상을 제공하며, 세부 사항에서 크게 다르다. 묵헤르지에 따르면, 찬드라굽타와 그의 시대에 대한 주요 자료는 시간 순서대로 다음과 같다.
- 알렉산드로스의 세 동반자, 즉 네아르코스, 오네시크리토스, 그리고 카산드레이아의 아리스토불루스가 쓴 그리스 문헌들인데, 이들은 알렉산드로스에 대해 쓰고 찬드라굽타는 언급하지 않는다.
- 찬드라굽타와 동시대 인물인 그리스 대사 메가스테네스의 저작은 소실되었으나, 스트라본 (기원전 64년~서기 19년), 디오도로스 (사망 기원전 36년경, 인도에 대해 씀), 아리아노스 (서기 130년경~172년경, 인도에 대해 씀), 가이우스 플리니우스 세쿤두스 (1세기, 인도에 대해 씀), 플루타르코스 (서기 45년경~125년경), 그리고 유니아누스 유스티누스 (2세기)와 같은 다른 그리스-로마 저자들의 저작에 파편적으로 보존되어 있다. 묵헤르지에 따르면, 이 자료들이 없었다면 이 시대는 "인도 역사에서 가장 불분명한 장"이 되었을 것이다.[16]
- 푸라나 (굽타 시대)는 난다와 마우리아를 그들의 수드라 배경 때문에 불법적인 통치자로 본 종교 텍스트이다.
- 후기 브라만교 이야기에는 비샤카닷타의 무드라락샤사 (4-8세기), 소마데바의 카타사리트사가라 (11세기), 크셰멘드라의 브리하트카타만자리 (11세기)에 나오는 전설들이 포함된다. 묵헤르지는 아르타샤스트라를 자료로 포함시키는데, 이 텍스트는 현재 서기 1-3세기로 거슬러 올라가며, 굽타 시대에 차나키야에게 귀속되었다고 생각된다.[17]
- 가장 초기 불교 자료는 스리랑카 팔리어 텍스트인 디파밤사 (라자밤사 부분), 마하밤사, 마하밤사 티카, 마하보디밤사를 포함하여 서기 4세기 이후로 거슬러 올라간다.
- 슈라바나벨라골라의 7세기부터 10세기까지의 자이나교 비문; 이들은 학자들과 슈베탐바라 자이나교 전통에 의해 논란이 되고 있다.[18][19] 마우리아 황제를 언급한다고 해석되는 두 번째 디감바라 문헌은 하리세나의 브르하트카타코샤와 같이 대략 10세기경으로 거슬러 올라가며, 찬드라굽타에 대한 완전한 자이나교 전설은 12세기 헤마찬드라의 파리시슈타파르반에 실려 있다.

그리스와 로마 문헌은 로마 역사가 유니아누스 유스티누스가 쓴 2세기 문헌을 제외하고는 찬드라굽타를 직접 언급하지 않는다. 이들은 주로 인도에 대해 서술하거나, 이전 왕의 왕위를 찬탈한 마지막 난다 황제를 언급한다 (쿠르티우스, 디오도로스, 플루타르코스). 유스티누스는 찬드라굽타가 겸손한 기원 출신이며, 전투 전에 야생 코끼리가 나타나 스스로 그의 탈것이 된 것과 같은 기적적인 전설이 그와 관련되어 있다고 말한다. 유스티누스의 문헌은 찬드라굽타가 "인도의 자유를 쟁취했으며", "모든 사람에게 왕위를 열망하게 했다"고 진술하는데, 그가 난다를 모욕하여 죽음의 명령을 받았지만, "빠른 비행으로" 자신을 구했다고 한다.
플루타르코스는 찬드라굽타가 젊은 시절 알렉산드로스 대왕을 보았다고 진술한다. 그는 위대한 왕으로 묘사되지만, 북서부 인도의 포루스나 동부 인도의 아그람메스 (다나 난다)만큼 권력과 영향력이 크지는 않았다.
브라만교 푸라나 문헌들은 찬드라굽타의 혈통에 대한 세부 사항을 논하지 않고, 마지막 난다 왕의 혈통과 카우틸랴의 의로운 통치 복원을 다룬다 (차나키야; 아르타샤스트라의 저자인 카우틸랴와의 동일성은 후기 시대에 유래한다). 난다 왕은 잔인하고 다르마와 샤스트라에 반하며, 불법적인 관계와 쿠데타를 통해 태어난 것으로 묘사된다. 묵헤르지에 따르면, 아르타샤스트라는 난다의 통치를 국가의 영적, 문화적, 군사적 이익에 반하는 것으로 묘사하며, 음모와 악덕이 증식하는 시기였다고 한다. 후기 추가본에서는 아르타샤스트라가 다르마를 회복하고, 다양한 견해를 양육하며, 백성들 사이에서 그의 통치에 대한 사랑을 불러일으킨 덕목 있는 통치를 한 사람에 의해 쓰여졌다고 진술하며, 이는 굽타 왕조와 마우리아 왕조를 연결하는 삽입이다.
마하밤사와 같은 불교 문헌은 찬드라굽타를 크샤트리야 기원으로 묘사한다. 그의 왕조가 끝난 지 약 7세기 후에 쓰여진 이 자료들은 찬드라굽타와 그의 손자 아소카 – 불교의 후원자 – 모두 모리야족이었다고 진술한다. 모리야족은 고타마 붓다의 샤카족 귀족 가문의 한 분파였다. 이 불교 자료들은 그들의 후원자인 아소카 왕조를 붓다에게 직접 연결하려고 시도한다. 이 자료들은 이 가문이 코살라 왕의 박해를 피하기 위해 분파하여, 공작새로 유명한 외딴 히말라야 왕국으로 이주했다고 주장한다. 불교 자료들은 모리야(maurya)라는 별칭이 이 공작새, 즉 팔리어의 모라(Mora)에서 유래했다고 설명한다 (산스크리트어: 마유라). 불교 문헌들은 일관성이 없다. 일부는 그의 별칭을 설명하기 위해 다른 전설들을 제시한다. 예를 들어, 모든 건물이 공작새 목처럼 색깔이 칠해진 "모리야 나가라"라는 도시를 언급한다. 마하보디바사는 그가 모리야 나가라 출신이라고 진술하는 반면, 디가 니카야는 그가 피팔리바나의 모리야 부족 출신이라고 진술한다. 불교 자료들은 또한 "브라만 차나키야"가 그의 고문이었고, 그의 지원으로 찬드라굽타가 파탈리푸트라의 왕이 되었다고 언급한다. 그는 또한 같은 생애 사건에 따라 파로파미사다이의 샤시굽타 (찬드라굽타와 어원이 같다)와 동일시되기도 했다.

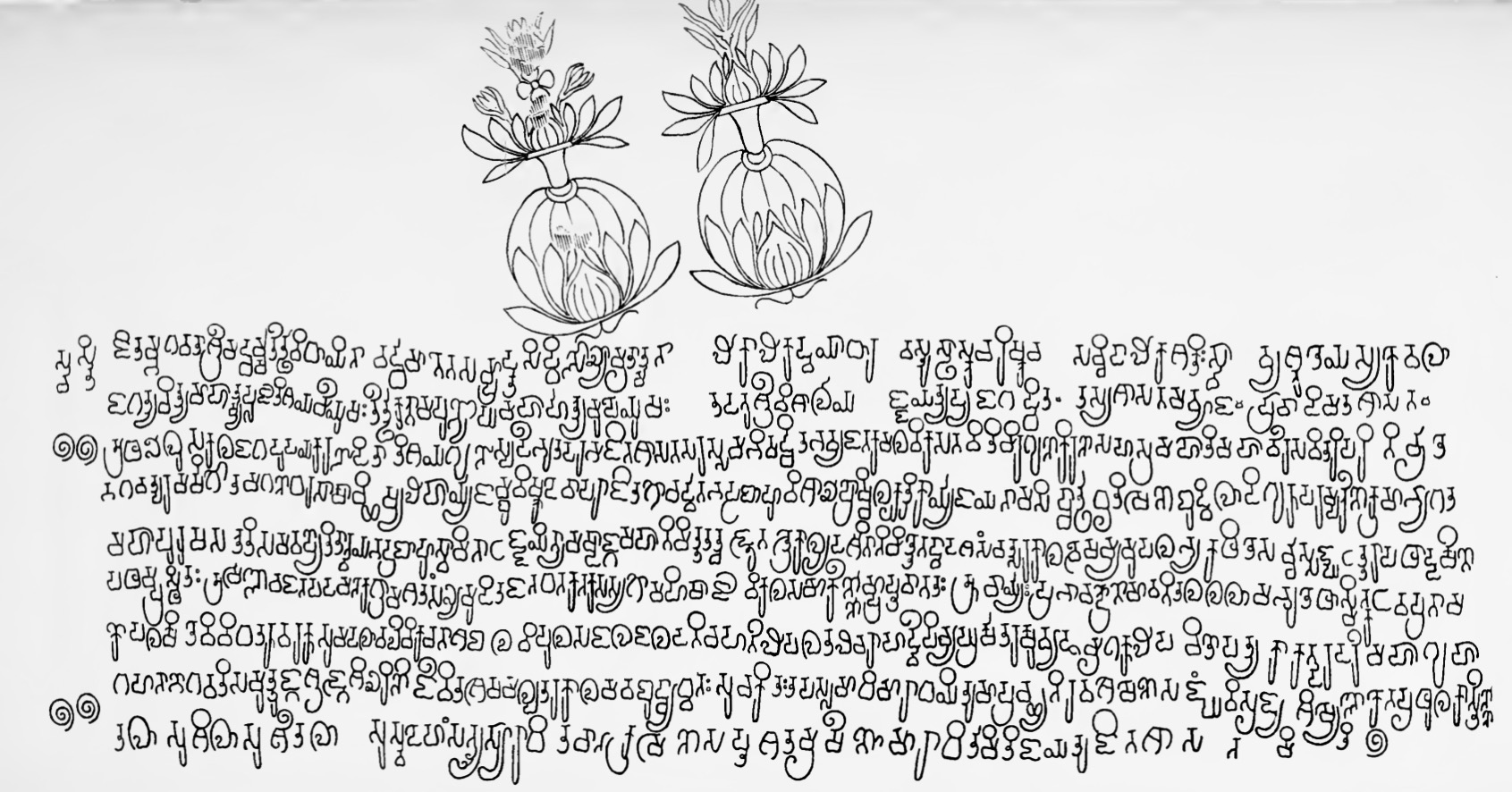
7세기 바드라바후 비문 (산스크리트어, 푸르바할레 칸나다 문자). 슈라바나벨라골라에 있는 가장 오래된 비문으로, 바드라바후와 프라바찬드라를 언급한다. 루이스 라이스와 디감바라 자이나교도들은 프라바찬드라를 찬드라굽타 마우리아로 해석하지만, J.F. 플리트, V. R. 라마찬드라 딕시타르, 그리고 슈베탐바라 자이나교도들은 이러한 해석이 틀렸다고 주장한다.

헤마찬드라의 12세기 디감바라 텍스트 파리시슈타파르반은 찬드라굽타의 완전한 전설을 담고 있는 주요하고 가장 오래된 자이나교 자료이다. 이 텍스트는 찬드라굽타가 사망한 지 거의 1,400년 후에 쓰여졌다. 8권 170절에서 469절까지는 찬드라굽타의 전설과 차나키야가 그에게 미친 영향을 묘사한다. 다른 디감바라 자이나교 자료들은 그가 왕국을 포기한 후 카르나타카주로 이주하여 살레카나 — 단식으로 평화롭게 죽음을 맞이하는 자이나교 의식 — 를 행했다고 진술한다. 찬드라굽타의 의식적인 죽음에 대한 가장 초기의 언급은 디감바라 자이나교도에 대한 이야기들을 담은 산스크리트어 텍스트인 하리세나의 브리하트카타코샤에서 발견된다. 브리하트카타코샤는 바드라바후의 전설을 묘사하고 131번째 이야기에서 찬드라굽타를 언급한다. 그러나 이 이야기는 마우리아 제국에 대한 언급이 없으며, 그의 제자 찬드라굽타가 마가다와 파트립푸트라 (중앙 비하르주)에서 서쪽으로 약 1,000킬로미터 떨어진 왕국 (북서부 마디아프라데시주)인 우자인에서 살았고 이주했다고 언급한다. 이로 인해 하리세나의 찬드라굽타가 후기 시대의 다른 인물일 수 있다는 제안이 나왔다.

## 생애 정보

### 연도
고대 문헌 중 찬드라굽타의 출생 연도를 언급하는 문헌은 없다. 플루타르코스는 찬드라굽타가 젊은 시절 알렉산드로스 대왕의 인도 침공 (기원전 326년경–325년) 때 그를 보았다고 주장한다.
안드로코투스 [찬드라굽타]는 어린 시절 알렉산드로스 자신을 보았고, 그는 나중에 여러 번 알렉산드로스가 그 나라의 왕이 비열함과 낮은 출신 때문에 미움과 경멸을 받았기 때문에 나라를 거의 정복하지 못했다고 말했다고 전해진다.

 플루타르코스의 기록이 사실이라고 가정하면, 레이차우드후리는 1923년에 찬드라굽타가 기원전 350년 이후에 태어났을 수 있다고 제안했다. 또한 유스티누스의 역사서에 찬드라굽타와 알렉산드로스의 만남을 언급하는 것으로 읽힌 구절이 있다. 그러나 토마스 트라우트만(Thomas Trautmann)에 따르면, 이는 초기 인쇄본의 오역 때문이었고, 올바른 독해는 알렉산드룸(Alexandrum)이 아니라 난드룸(Nandrum)이었다.
유스티누스 저작의 일부 초기 인쇄본에는 "난드룸" 대신 "알렉산드룸"이 잘못 기재되어 있었다. 이 오류는 문헌학자 J. W. 매크린들의 1893년 번역본에서 수정되었다. 20세기에는 역사가 헴 찬드라 레이차우드후리와 R. C. 마줌다르가 "알렉산드룸"이 올바른 독해라고 믿고, 유스티누스가 찬드라굽타와 알렉산드로스 대왕 ("알렉산드룸")의 만남을 언급한다고 이론화했다. 그러나 이것은 잘못된 것이다. 이전 세기의 역사가 알프레트 폰 구트슈미트의 연구는 "난드룸"이 여러 필사본에 의해 뒷받침되는 올바른 독해임을 분명히 확립했다. 단 하나의 결함 있는 필사본만이 여백에 "알렉산드룸"을 언급한다.

다른 그리스-로마 문헌에 따르면, 찬드라굽타는 알렉산드로스의 죽음 (기원전 323년경 사망) 이후의 불안과 지역 전쟁 시기에 그리스-인도 총독들을 공격하여 동부 인더스강 계곡을 장악했다. 찬드라굽타의 펀자브 활동의 연대기와 시기는 불확실하며, 난다 왕좌를 차지하기 전인지 후인지도 불분명하다. 그리스인의 패배는 묵헤르지에 의해 기원전 323년으로 추정된다. 잔사리는 그리스 역사 연대기에 따라 찬드라굽타의 펀자브 도착을 기원전 317년경으로 본다.
문헌들에는 찬드라굽타의 통치 시작이나 종료 연도가 포함되어 있지 않다. 일부 힌두교 및 불교 문헌에 따르면, 찬드라굽타는 24년 동안 통치했다. 불교 문헌은 찬드라굽타 마우리아가 붓다의 죽음 이후 162년 동안 통치했다고 진술한다. 그러나 붓다의 탄생과 사망은 자료마다 다르며, 이 모든 것은 그리스-로마 기록과 상당히 다른 연대기로 이어진다. 마찬가지로, 작성된 자이나교 자료들은 마하비라의 사망과 그의 즉위 사이의 다른 간격을 제공한다. 붓다의 사망과 마찬가지로, 마하비라의 사망 날짜 자체도 논쟁의 여지가 있으며, 자이나교 저자들 사이의 불일치와 의견 불일치는 자이나교 자료에 대한 의구심을 불러일으킨다. 이 디감바라 자이나교 연대기 또한 다른 인도 및 비인도 자료에 암시된 연대기와 일치하지 않는다.
이르판 하비브와 비베카난드 자(Vivekanand Jha)와 같은 역사가들은 찬드라굽타의 통치를 기원전 322~298년경으로 본다. 우핀더 싱은 그의 통치 기간을 기원전 324년 또는 321년부터 297년까지로 본다. 크리스티 와일리(Kristi Wiley)는 그가 기원전 320년에서 293년 사이에 통치했다고 말한다. 얀사리(Jansari)는 대부분의 학자들이 기원전 320/319년을 일반적으로 받아들인다고 인정하면서도, 크립(Cribb)의 해석을 따라 유스티누스(XV 섹션 4.12-22)를 재평가한다. 유스티누스는 셀레우코스가 자신의 제국의 "기반을 다질 때" 찬드라굽타가 "인도의 통치자"가 되었다고 말한다. 얀사리에 따르면, "이 언급은 기원전 311년경부터 308년경까지의 기간을 지칭하는 것으로 보이며," "찬드라굽타가 기원전 311년경에서 305년경 사이에 권력을 잡았고, 아마도 이미 최초의 마우리아 왕이었다"는 의미를 내포한다.
찬드라굽타와 셀레우코스 니카토르는 기원전 305~303년경에 정략결혼 동맹을 맺었다.
찬드라굽타의 사망 시기와 상황 또한 불분명하고 논란이 되고 있다. 로이에 따르면, 찬드라굽타의 퇴위는 기원전 298년경으로 추정되며, 그의 사망은 기원전 297년에서 293년 사이로 추정된다.

### 이름
필라르코스 (기원전 3세기경)는 아테나이오스에 인용된 대로 찬드라굽타를 "산드로코프토스"라고 부른다. 후대의 그리스-로마 작가인 스트라본, 아리아노스, 유니아누스 유스티누스 (2세기경)는 그를 "산드로코토스"라고 부른다. 그리스어와 라틴어 기록에서 찬드라굽타는 산드라코토스(그리스어: Σανδράκοττος)와 안드로코토스(그리스어: Ανδροκόττος)로 알려져 있다.
영국의 동양학자이자 문헌학자 윌리엄 존스 경 (1746–1794)은 1793년에 산스크리트어 문헌에 나오는 찬드라굽타 마우리아가 그리스-로마 역사 문헌에 "산드라코투스"로 알려진 인도 왕과 동일 인물이라고 처음으로 제안했다. 존스의 발견은 "매우 중요했다"고 역사가 수슈마 얀사리는 말한다. 왜냐하면 "이는 처음으로 인도 역사와 그리스-로마 역사를 동기화하고 이 고대 인도 역사의 시기에 날짜를 할당할 수 있게 되었다는 것을 의미했기 때문이다." 결과적으로, 찬드라굽타의 통치는 "인도 연대기의 닻"으로 불려왔다.

### 칭호
산스크리트 연극 무드라락샤사에 언급된 왕의 칭호에는 "찬다-시리"(찬드라-슈리), "피아담사나"(프리야-다르샤나), 그리고 브리샬라가 포함된다. 피아담사나는 그의 손자 아소카의 별칭인 프리야다시와 유사하다. "브리샬라"라는 단어는 인도 서사시와 법전에서 비정통적인 사람들을 지칭하는 데 사용된다. 한 이론에 따르면, 이는 그리스 왕실 칭호인 바실레우스에서 파생되었을 수도 있지만, 이에 대한 구체적인 증거는 없다. 인도 자료에서는 이 단어를 여러 비왕족, 특히 유랑하는 스승과 고행자에게 적용한다.

### 종교
900년 후에 발전한 자이나교 전설과는 대조적으로, 당대 그리스 증거는 찬드라굽타가 베다 브라만교와 관련된 동물 희생 의식을 포기하지 않았다고 진술한다. 그는 사냥을 즐겼고, 생명체에 대한 아힘사 또는 비폭력의 자이나교 관행과는 거리가 먼 삶을 살았다.

## 생애

### 역사적 배경

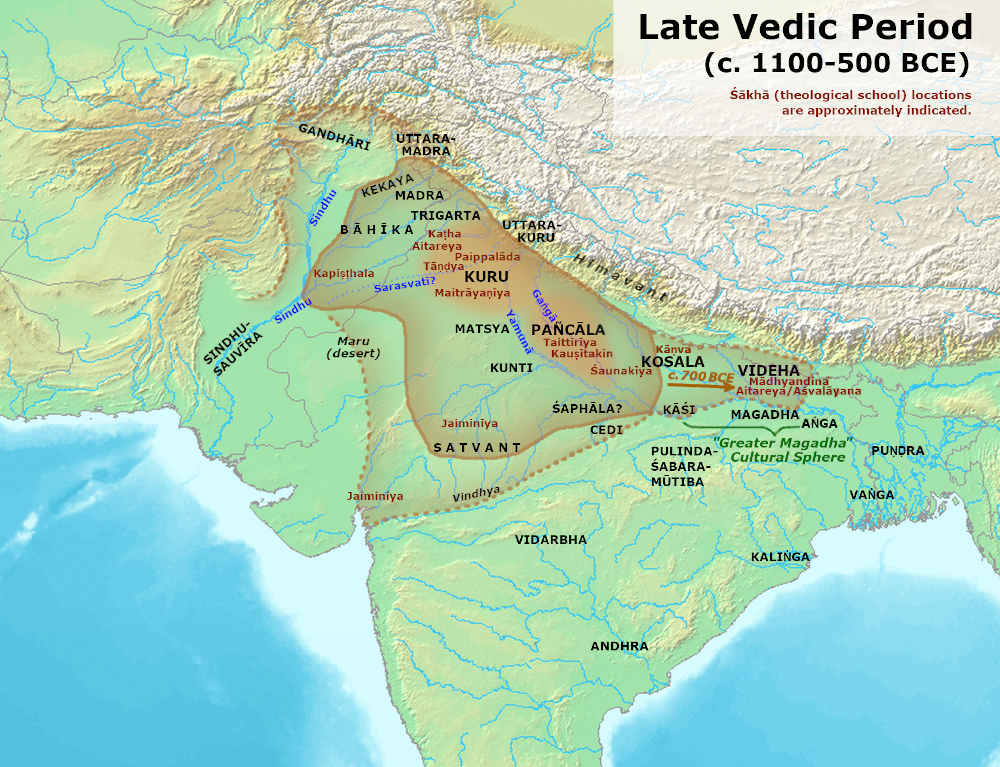
후기 베다 시대 지도. 아리아바르타의 경계와 북인도의 자나파다를 보여준다. 인도 철기 시대 왕국인 쿠루, 판찰라, 코살라, 비데하의 시작.

기원전 350년경, 난다 왕조가 통치하던 마가다는 자나파다 간의 "내분 과정" 이후 지배적인 세력으로 부상했다.
알렉산드로스 대왕은 인도 원정에서 인도 북서부 아대륙에 진입했으나, 기원전 325년에 또 다른 거대한 제국, 아마도 난다 왕조,와 맞닥뜨릴 가능성 때문에 반란으로 인해 원정을 중단했다. 알렉산드로스는 인도를 떠나 북서부(인더스강 계곡) 인도 아대륙 영토를 그리스 총독들에게 할당했다. 그는 기원전 323년 바빌론에서 사망했고, 그 후 그의 장군들 사이에 전쟁이 발발했다.

### 초기 생애

#### 가족 배경
찬드라굽타의 젊은 시절에 대한 역사적 정보는 없다. 한 중세 주석가는 찬드라굽타가 난다의 아내 중 무라라는 이름의 아들이라고 진술한다. 다른 이야기에서는 무라를 왕의 첩이라고 묘사한다. 또 다른 산스크리트 드라마 텍스트 무드라락샤사는 찬드라굽타를 묘사하기 위해 브리샬라와 쿨라-히나(즉, "공인된 부족이나 가문에서 내려오지 않은")라는 용어를 사용한다. 브리샬라라는 단어에는 두 가지 의미가 있다. 하나는 수드라의 아들이라는 것이고, 다른 하나는 최고의 왕이라는 의미이다. 후기 주석가는 전자의 해석을 사용하여 찬드라굽타가 수드라 배경을 가지고 있다고 주장했다. 그러나 역사가 라다 쿠무드 무케르지는 이 이론에 반대하며, 이 단어는 "최고의 왕"으로 해석되어야 한다고 진술했다. 같은 드라마는 또한 유스티누스처럼 찬드라굽타를 겸손한 기원의 인물로 언급한다. 11세기 카슈미르 힌두교 전통 문헌인 카타사리트사가라와 브리하트-카타-만자리에 따르면, 난다 왕조는 매우 짧았다. 찬드라굽타는 아요디아에 기반을 둔 푸르바-난다의 아들이었다. 힌두교 자료들의 공통적인 주제는 찬드라굽타가 겸손한 배경에서 왔으며 차나키야와 함께 백성들에게 사랑받는 다르마적 왕으로 부상했다는 것이다.

#### 차나키야

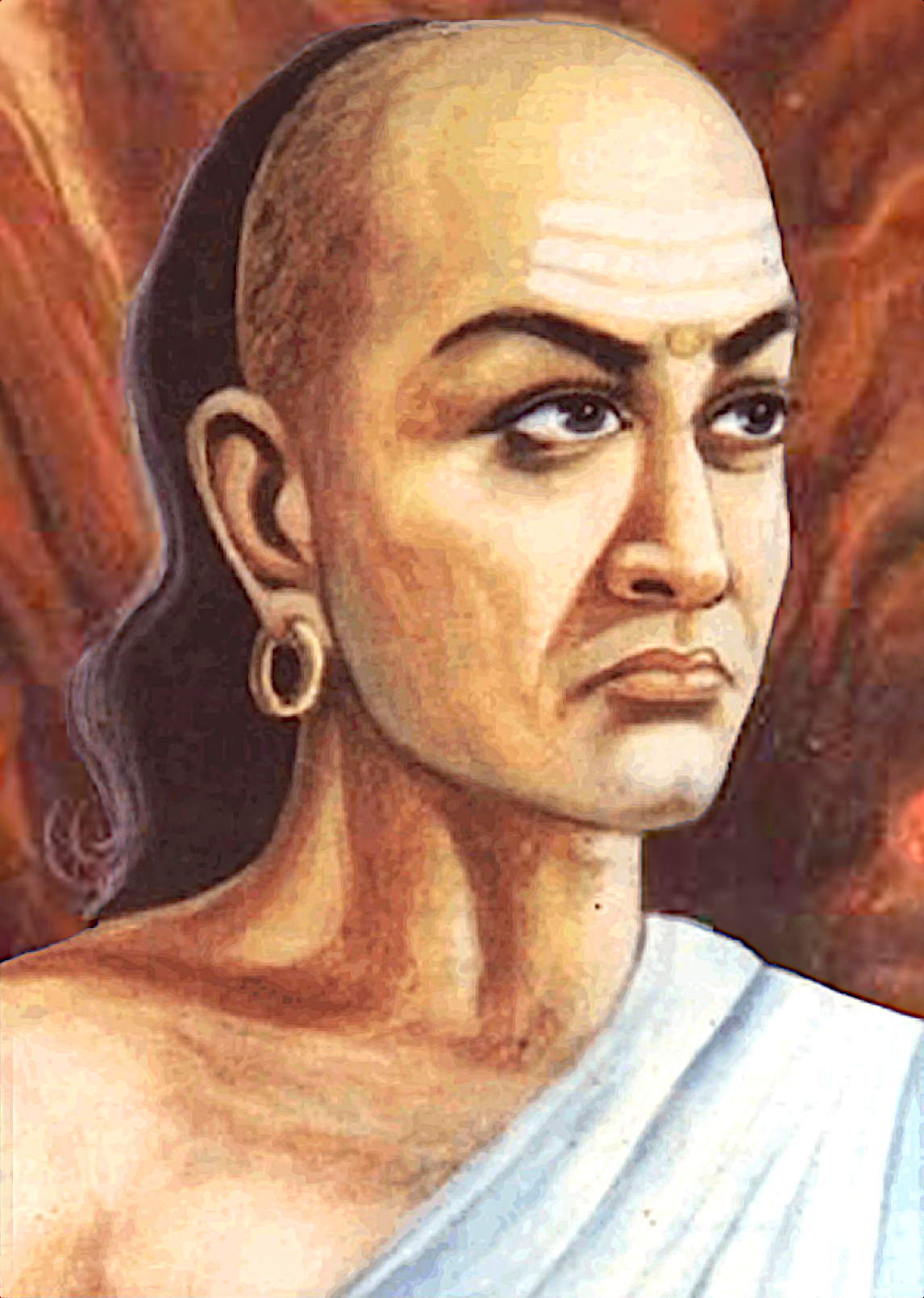
찬드라굽타의 구루는 차나키야였다. 그는 어린 시절 차나키야와 함께 공부했고, 그의 조언으로 제국을 건설했다. 이 이미지는 1915년 차나키야를 묘사하려는 시도이다.

차나키야에 대한 전설은 그를 찬드라굽타와 엮어, 그의 멘토이자 정신적 스승 역할을 하여 차크라바르틴의 이미지를 보완한다.
헤마찬드라의 디감바라 전설에 따르면, 차나키야는 자이나교 평신도이자 브라만이었다. 차나키야가 태어났을 때, 자이나교 승려들은 차나키야가 언젠가 황제를 만드는 데 도움을 줄 것이고 왕좌 뒤의 권력이 될 것이라고 예언했다. 차나키야는 예언을 믿고, 공작새를 기르는 공동체 우두머리의 딸이 남자 아이를 낳는 것을 돕는 데 동의하여 이를 이루었다. 그 대가로 그는 어머니에게 아이를 포기하고 나중에 그 아이를 입양할 수 있게 해달라고 요청했다. 자이나교 브라만은 마법을 통해 돈을 벌었고, 나중에 어린 찬드라굽타를 데려가 가르치고 훈련시켰다. 그들은 함께 병사들을 모집하고 난다 왕조를 공격했다. 결국 그들은 승리하고 파탈리푸트라를 수도로 선포했다.
불교와 힌두교 전설은 찬드라굽타가 차나키야를 만난 방식에 대한 다른 버전을 제시한다. 대체적으로, 그들은 어린 찬드라굽타가 빈자 숲 근처에서 그와 그의 양치기 친구들이 놀던 왕궁을 흉내 낸 게임을 했다고 언급한다. 차나키야는 그가 다른 사람들에게 명령을 내리는 것을 보고 그를 사냥꾼에게서 사서 입양했다. 차나키야는 그를 탁실라에 입학시켜 베다, 군사 예술, 법률 및 기타 샤스트라를 공부하게 가르쳤다.
불교 전설에 따르면, 차나키야는 자선 재단인 다나살라를 관리하는 상가의 회장으로 선출되었으나, 다나 난다 왕에 의해 그의 못생김과 태도 때문에 해고되었다. 차나키야는 왕을 저주하고 파탈리푸트라에서 도망친 후 찬드라굽타를 만났다.

### 집권

#### 펀자브의 불안과 전쟁
로마 역사가 유니아누스 유스티누스 (서기 2세기)는 『에피토메』 15.4.12-13에서 알렉산드로스의 죽음 이후 인도에 있던 그리스 총독들이 암살되어 그리스의 통치에서 해방되었다고 진술한다. 이 반란은 찬드라굽타가 이끌었으며, 그는 "왕좌를 차지한 후" 스스로 억압적인 정권을 수립했다.
알렉산드로스가 죽은 후, 인도는 그의 관료들을 마치 노예의 짐을 벗어던지듯이 암살했다. 이 해방의 주역은 산드라코토스 [찬드라굽타]였지만, 그는 승리 후 해방을 노예화로 바꾸었다. 왜냐하면, 왕좌를 차지한 후, 그는 외세의 지배에서 해방시킨 바로 그 백성을 스스로 억압했기 때문이다." — 유니아누스 유스티누스, 필리피케 역사 요약, XV.4.12-13

레이차우드후리는 유스티누스 에피토메 15.4.18-19에 따르면 찬드라굽타가 군대를 조직했다고 진술한다. 그는 초기 번역가들이 유스티누스의 원래 표현을 "강도 집단"으로 해석했지만, 유스티누스가 사용한 원래 표현은 용병, 사냥꾼 또는 강도를 의미할 수 있다고 레이차우드후리는 말한다. 묵헤르지는 맥크린들(McCrindle)이 "강도"는 펀자브의 사람들, 즉 "왕 없는 사람들"을 의미한다고 진술한 것을 인용한다. 묵헤르지는 또한 리스 데이비즈(Rhys Davids)의 말을 인용하여 "찬드라굽타가 다나-난다를 포위하고 정복하는 데 사용한 병력의 핵심은 펀자브에서 모집되었다"고 진술한다.
이 총독들과 찬드라굽타 사이의 초기 관계의 본질은 알려져 있지 않다. 하비브 & 자에 따르면, 유스티누스는 찬드라굽타를 인도 북서부의 알렉산드로스 계승자들의 라이벌로 언급한다. 알랭 다니엘루는 더 나아가 설명한다.
스와트에서는 니카노르가 살해되었다. 탁실라를 암비와 함께 지키던 필립은 니카노르를 대신하여 간다라의 사트라프가 되었지만, 기원전 325년에 암살되었다.[...] 찬드라굽타는 그리스의 주요 지역들을 공격하기 시작했다. 브라만들은 불결한 이방인들에 대한 반란을 부추겼다. 페이톤은 기원전 316년에 아라코시아(칸다하르)로 철수했다. 아마도 암비로 추정되는 한 인도 왕자를 간사하게 죽인 후, 에우데모스는 120마리의 코끼리와 함께 에우메네스 군대에 합류하기 위해 인도를 떠났다. 그는 바빌론 왕 안티고노스에게 에우메네스와 함께 패배하고 죽음을 맞이했다. 찬드라굽타가 자신을 위한 길을 닦아 놓았던 그리스 왕국들을 병합하는 데 큰 노력이 필요하지 않았다.

묵헤르지에 따르면, 불교 문헌인 마하밤사 티카는 찬드라굽타와 차나키야가 탁실라에서 교육을 마친 후 그리스인들에게 저항하기 위해 여러 곳에서 병사들을 모집하여 군대를 일으켰다고 묘사한다. 차나키야는 찬드라굽타를 군대의 지도자로 삼았다. 디감바라 자이나교 문헌 파리시슈타파르반은 이 군대가 차나키야가 주조한 동전과 파르바타카와의 동맹을 통해 결성되었다고 진술한다. 나트 센에 따르면, 찬드라굽타는 알렉산드로스 제국에 저항했던 야우데야와 같은 지역 군사 공화국을 모집하여 병합했다.
찬드라굽타의 펀자브 활동의 연대기와 시기는 불확실하다. 이는 그가 난다 왕좌를 차지하기 전일 수도 있고 후일 수도 있다. 그리스인의 패배는 묵헤르지에 의해 기원전 323년으로 추정된다. 잔사리는 그리스 역사 연대기에 따라 찬드라굽타의 펀자브 도착을 기원전 317년경으로 본다.

#### 난다 왕에 대한 모욕과 도주
유니아누스 유스티누스에 따르면, 찬드라굽타는 난다 왕 ("난드룸" 또는 "난드루스")을 모욕한 죄로 사형 선고를 받았다. 묵헤르지는 유스티누스의 말을 인용하여 다음과 같이 진술한다.
산드라코투스 (찬드라굽타)는 인도의 자유를 쟁취한 지도자였다. 그는 비천한 삶에서 태어났지만, 길조로 인해 왕위를 열망하게 되었다. 그는 오만한 행동으로 난드루스를 모욕했으며틀:Efn-la 신속한 도주로 안전을 도모했을 때 사형을 선고받았다.

유스티누스는 산드라코투스(찬드라굽타)의 운명을 예고하는 두 가지 기적적인 사건을 이야기한다. 첫 번째 사건은 찬드라굽타가 난드룸에서 탈출한 후 잠들어 있었을 때, 커다란 사자가 그에게 다가와 그를 핥고 떠났다는 것이다. 두 번째 사건은 찬드라굽타가 알렉산드로스의 장군들과 전쟁을 준비하고 있을 때, 거대한 야생 코끼리가 그에게 다가와 스스로 그의 탈것이 되겠다고 제안했다는 것이다.
무드라락샤사(Mudrarakshasa)는 차나키야가 왕에게 모욕을 당하자 난다 왕조를 멸망시키겠다고 맹세했다고 진술한다. 자이나교 판본은 차나키야가 난다 왕에게 공개적으로 모욕을 당했다고 진술한다. 어느 경우든, 차나키야는 도망쳐 찬드라굽타를 찾아냈고, 난다 왕에 대항하여 전쟁을 시작했다.

#### 난다 왕국에 대한 전쟁과 파탈리푸트라 점령

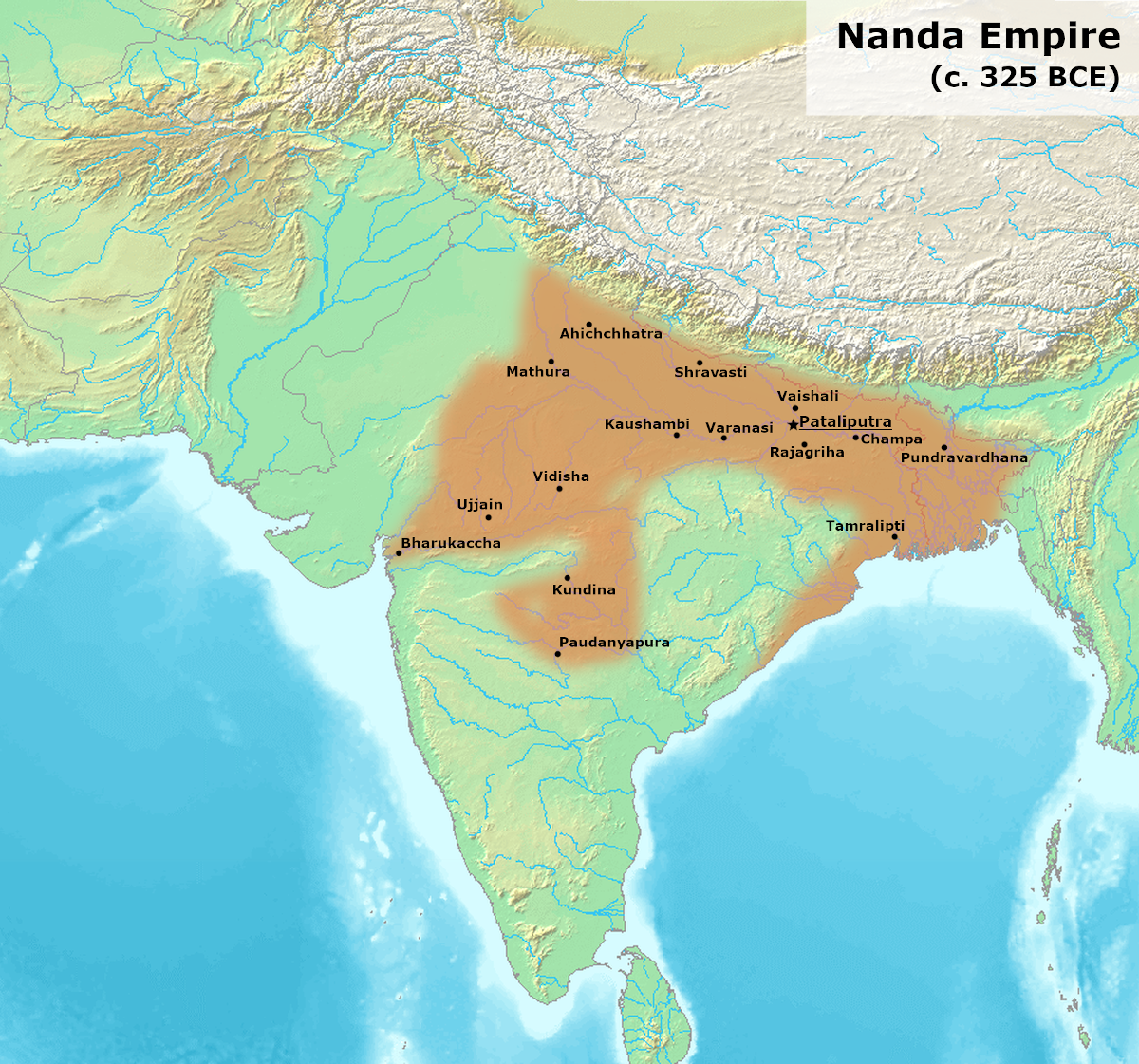
기원전 325년경의 난다 제국.

묵헤르지에 따르면, 찬드라굽타와 차나키야의 군대는 그리스인들을 물리친 후, 인기가 없던 난다 왕조에 반기를 들고 난다의 외부 영토를 정복한 다음, 난다 제국의 수도인 파탈리푸트라로 진격했다. 묵헤르지에 따르면 그들은 정복 지역의 용병들의 도움을 받아 유격전 전술을 사용하여 수도를 정복했다. 다나 난다의 패배로 찬드라굽타 마우리아는 마우리아 제국을 세웠다.
불교 문헌 마하밤사 티카와 자이나교 문헌 파리시슈타파르반은 찬드라굽타의 군대가 난다 수도를 공격하는 데 실패했다고 기록한다. 찬드라굽타와 차나키야는 난다 제국의 국경에서부터 캠페인을 시작하여 난다 수도로 가는 길에 점차 다양한 영토를 정복했다. 그는 정복된 영토에 주둔군을 설치하여 전략을 다듬었고, 마침내 난다 수도 파탈리푸트라를 포위했다. 거기서 다나 난다는 패배를 받아들였다. 불교 문헌의 손쉬운 승리와는 대조적으로, 힌두교와 자이나교 문헌은 난다 왕조가 강력하고 잘 훈련된 군대를 가지고 있었기 때문에 이 캠페인이 치열하게 싸웠다고 진술한다. 이 전설들은 난다 황제가 패배하고 폐위되었으며, 일부 기록에 따르면 망명했다고 진술하는 반면, 불교 기록은 그가 살해되었다고 주장한다.
찬드라굽타의 파탈리푸트라 진격에 대한 역사적으로 신뢰할 수 있는 세부 정보는 없으며, 수세기 후에 쓰여진 전설들은 일관성이 없다. 그의 승리와 왕위 계승은 일반적으로 기원전 322~319년경으로 거슬러 올라가지만, 이는 그의 펀자브 전쟁이 그의 즉위 이후에 일어났을 것을 의미한다. 그러나 "기원전 311~305년경"의 즉위 가능성도 있으며, 이 경우 그의 펀자브 활동은 기원전 317년경으로 거슬러 올라간다.
이 정복은 무드라락샤사에서 소설화되었는데, 이 소설에서는 찬드라굽타가 펀자브를 획득하고, 차나키야의 조언에 따라 파르바트카라는 지역 왕과 동맹을 맺은 후 파탈리푸트라로 진격했다고 한다.
불교 자료의 쉬운 승리와 대조적으로, 힌두교와 자이나교 문헌들은 난다 왕조가 강력하고 잘 훈련된 군대를 가지고 있었기 때문에 그 전쟁이 격렬하게 진행되었다고 진술한다. 그리스-로마 작가 플루타르코스는 그의 저서 『알렉산드로스의 생애』에서 난다 왕이 너무 인기가 없어 알렉산드로스가 시도했다면 인도를 쉽게 정복할 수 있었을 것이라고 진술했다. 밀린다왕문경과 같은 불교 문헌은 마가다가 난다 왕조에 의해 통치되었으며, 차나키야의 조언으로 찬드라굽타가 담마를 회복하기 위해 마가다를 정복했다고 주장한다.
전설에 따르면 난다 황제는 패배했지만, 그의 가족에게 필요한 물건들로 가득 찬 전차를 가지고 파탈리푸트라를 떠나는 것이 허용되었다. 자이나교 자료들은 그의 딸이 찬드라굽타와 첫눈에 반한 사랑에 빠져 그와 결혼했다고 증언한다. 딸의 이름은 언급되지 않지만, 그 자료는 나중에 찬드라굽타의 아들의 어머니를 두르다라라고 명명한다.

### 셀레우코스와의 정략결혼 동맹

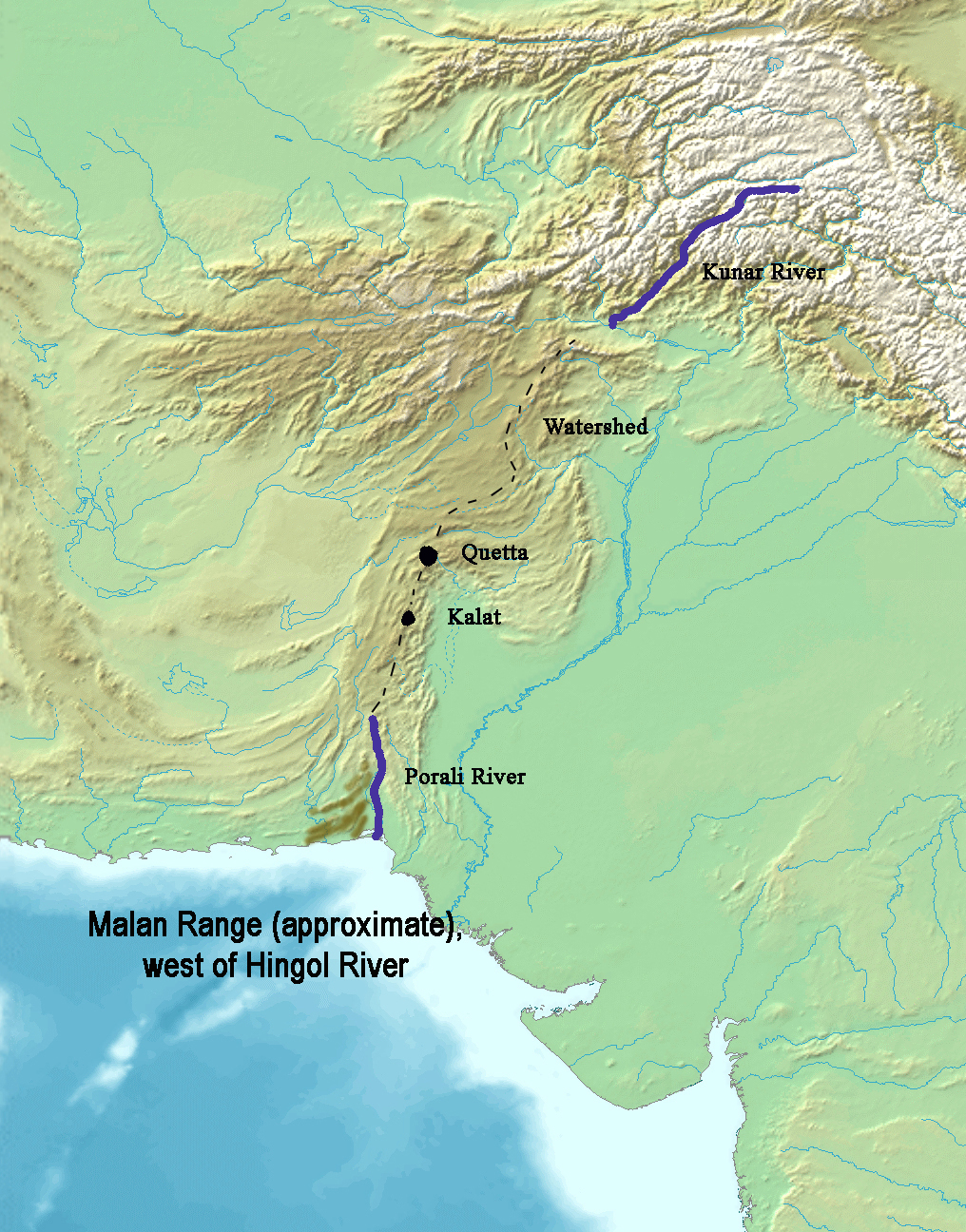
타른(1922)에 따른 말란 산맥과 양도된 영토의 한계.

아피아노스에 따르면, 기원전 312년에 바빌론에 수도를 둔 셀레우코스 제국을 세운 알렉산드로스의 마케도니아 장군 중 한 명인 셀레우코스 1세 니카토르는 페르시아와 박트리아를 자신의 통치 아래 두었고, 그의 동쪽 전선은 찬드라굽타의 제국과 마주하게 되었다.
기원전 305년에서 303년 사이에 셀레우코스와 찬드라굽타는 서로 대립했는데, 셀레우코스는 이전의 인더스강 사트라피를 되찾으려 했다. 그러나 셀레우코스 니카토르와 찬드라굽타는 정략결혼 동맹을 맺었고, 셀레우코스는 500마리의 코끼리를 받았고, 찬드라굽타는 인더스강 동쪽 경계 지역에 대한 통제권을 얻었다. 스트라본은 그의 지리서, XV, 2.9 (찬드라굽타 사망 후 약 300년 후에 작성)에서 인더스강을 따라 사는 여러 부족들을 묘사한 다음, "인도인들은 이전에 페르시아에 속했던 인더스강을 따라 위치한 일부 지역을 차지한다"고 진술한다.
부족들의 지리적 위치는 다음과 같다: 인더스강을 따라 파로파미사다이가 있고, 그 위에는 파로파미수스 산맥이 있다. 그 다음 남쪽으로는 아라코티가 있고, 그 다음 남쪽으로는 해안가를 점유하는 다른 부족들과 함께 게드로세니가 있다. 그리고 인더스강은 이 모든 지역을 가로질러 놓여 있다. 그리고 이들 지역 중 일부, 인더스강을 따라 놓인 일부는 인도인들이 점유하고 있는데, 비록 이전에 페르시아에 속했었지만 말이다. 알렉산드로스 [마케도니아의 3세 '대왕']는 이들을 아리아인들에게서 빼앗아 자신의 정착지를 세웠지만, 셀레우코스 1세 니카토르는 이들을 산드라코투스 [찬드라굽타]에게 내주면서 결혼 동맹을 맺고 500마리의 코끼리를 교환으로 받았다.

획득한 영토의 정확한 범위는 알려져 있지 않다. 절제된 해석은 동부 게드로시아 해안 (발루치스탄)의 말란 산맥 (힌골 강)까지 서부 인더스 강 계곡으로 확장을 제한한다. 펀자브, 그리고 동부 파로파미사다이 (간다라)를 포함한다. 아라코시아 (칸다하르, 오늘날 아프가니스탄)는 가능성이 있지만, 아레이아 (오늘날 헤라트, 아프가니스탄)도 자주 언급되지만, 현대 학계에서는 부정된다. 타른(Tarn)은 1922년에 동부 아프가니스탄 (카불-칸다하르)의 포함에 의문을 제기했으며, 코닝햄과 영은 "점점 더 많은 연구자들이 아소카 칙령이 '능률적인 관료적 통제'라기보다는 '최대 접촉 영역'을 나타냈을 수 있다"는 데 동의할 것이라고 언급했다. 코닝햄 & 영은 또한 타파르를 따라 인더스강 하류 계곡에 대한 통제 범위에 의문을 제기하며, 이 지역이 주변 통제 지역이었을 수 있다고 언급했다. 레이몬드 올친 또한 인더스강 하류 계곡에 주요 도시가 없다는 점을 지적한다.
협약 내용의 세부 사항은 알려져 있지 않다. 셀레우코스에 대한 광범위한 자료에 인도 공주에 대한 언급이 없으므로, 찬드라굽타 자신 또는 그의 아들 빈두사라가 당대 그리스의 정략결혼 관습에 따라 셀레우코스 공주와 결혼했다고 여겨진다. 마하밤사(Mahavamsa)는 찬드라굽타가 셀레우코스의 패배 직후 그의 딸과 결혼했다고 진술한다. 또한, 인도의 푸라나 자료인 바비시야 푸라나의 프라티사르가 파르바는 찬드라굽타가 셀레우코스의 딸인 그리스 ("야바나") 공주와 결혼했다고 묘사했다.
찬드라굽타는 500마리의 전투 코끼리를 셀레우코스에게 보냈는데, 이 코끼리들은 이프소스 전투에서 셀레우코스의 승리에 중요한 역할을 했다. 이 조약 외에도 셀레우코스는 메가스테네스를 찬드라굽타 궁정에 대사로 파견했으며, 나중에 안티오코스는 그의 아들 빈두사라에게 파트나의 마우리아 궁정으로 데이마코스를 보냈다.
메가스테네스는 4년 동안 그의 궁정에서 그리스 대사로 일했다.

### 구자라트 통제
남서쪽에서는 찬드라굽타의 오늘날 구자라트주 통치가 주나가드에 있는 아소카의 비문에 의해 입증된다. 같은 바위에는 약 400년 후, 루드라다만이 2세기 중반경에 더 긴 글을 새겼다. 루드라다만의 비문은 이 지역의 수다르샤나 호수가 찬드라굽타의 총독 바이샤 푸시야굽타의 통치 기간에 조성되었고, 아소카의 통치 기간에 투샤스파를 통해 수로가 추가되었다고 진술한다. 마우리아의 이 지역 통제는 바위에 새겨진 비문으로 더 뒷받침되는데, 이는 찬드라굽타가 구자라트와 파탈리푸트라 사이에 위치한 중앙 인도의 말와 지역을 통제했음을 시사한다.

### 자이나교에서 전하는 퇴위 이야기

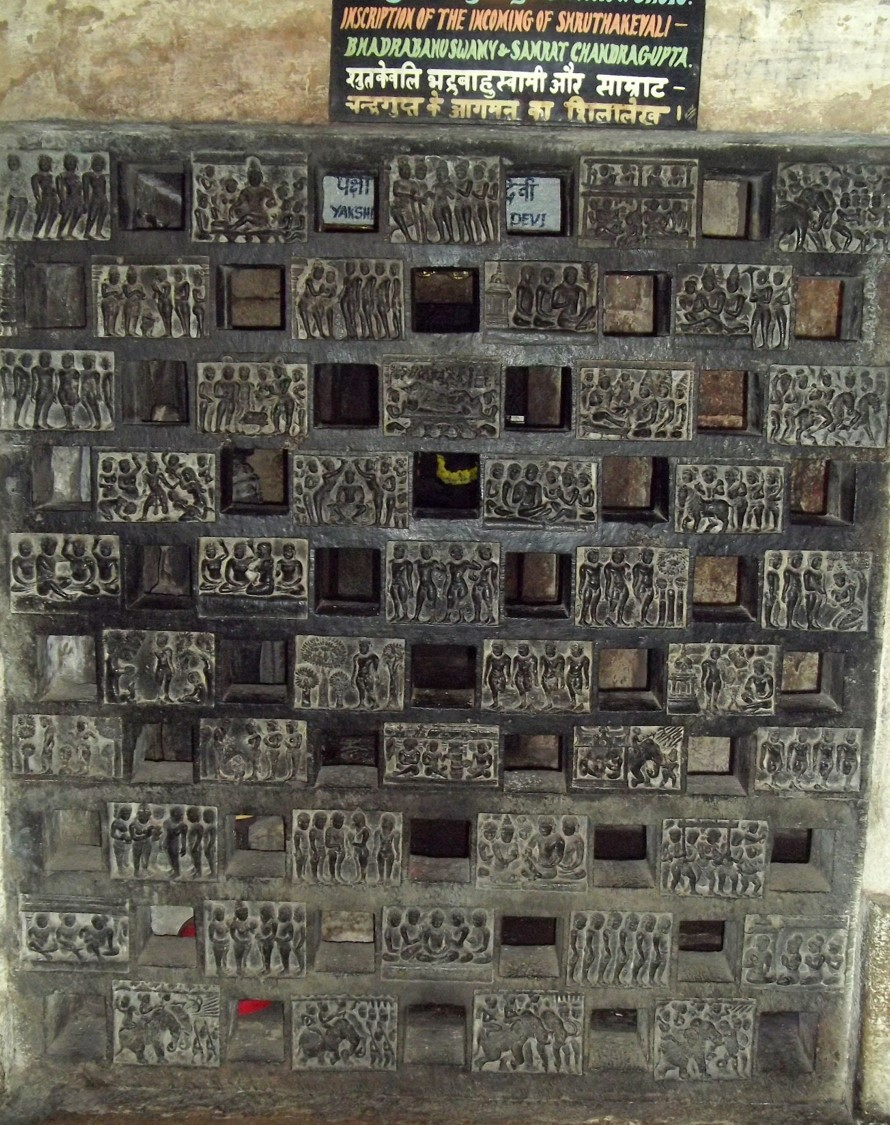
1,300년 된 슈라바나벨라골라 부조는 살레카나 맹세를 한 후 찬드라굽타의 죽음을 보여준다. 일부는 이것을 바드라바후와 함께 온 그의 전설에 대한 것이라고 생각한다.

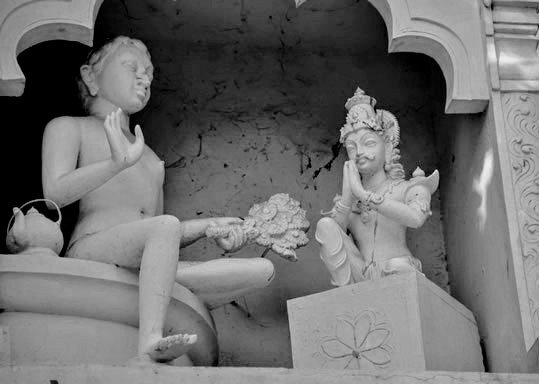
슈라바나벨라골라에 있는 영적 스승 아차리야 바드라바후와 찬드라굽타 마우리아(오른쪽)를 묘사한 동상.

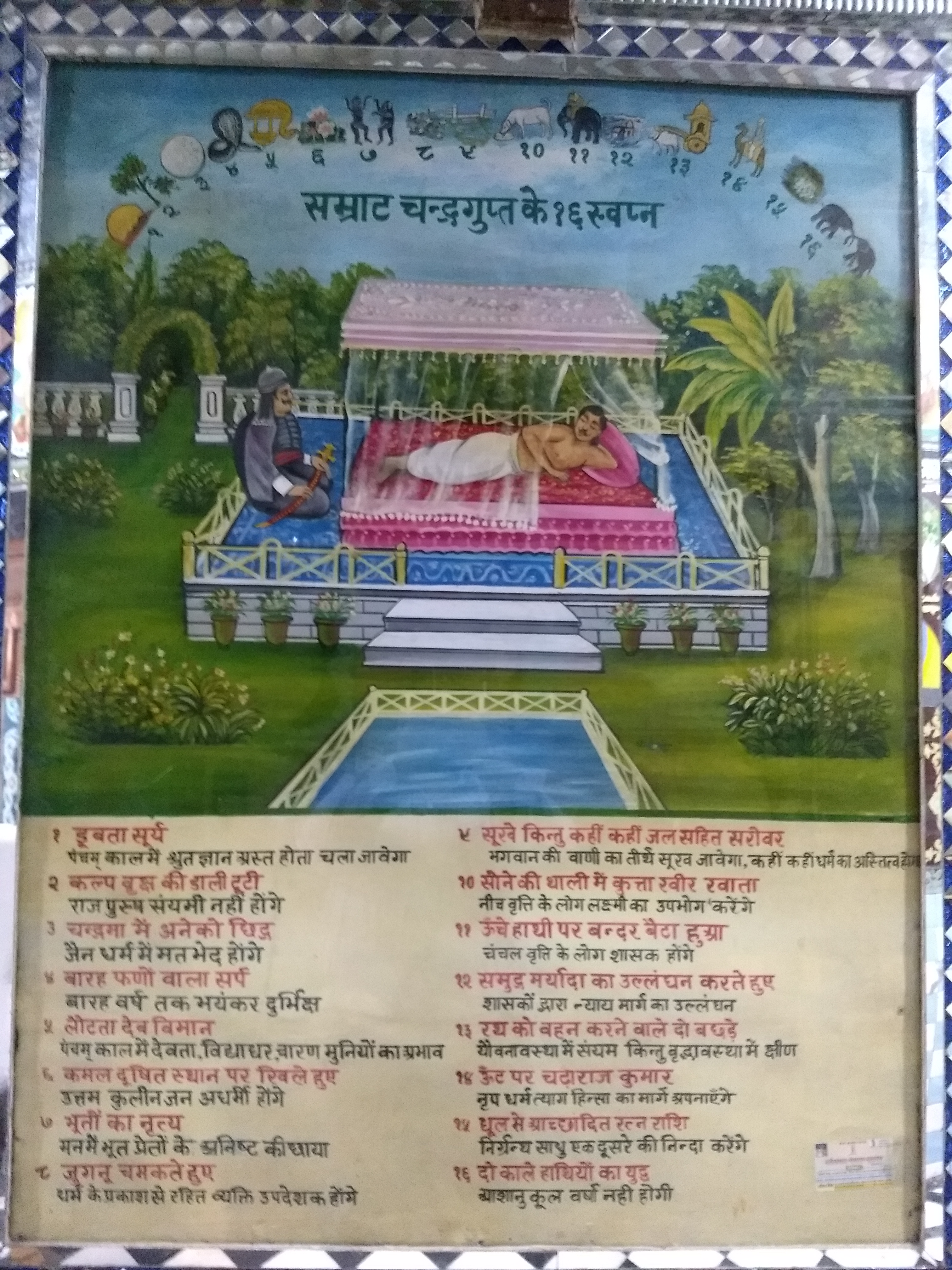
자이나교의 상서로운 꿈 16가지를 꾸는 찬드라굽타 마우리아

디감바라 자이나교 기록에 따르면 찬드라굽타는 이른 나이에 퇴위하여 오늘날 남부 카르나타카주에 있는 슈라바나벨라골라에서 바드라바후 휘하의 승려로 활동했다. 이 기록에 따르면, 바드라바후는 찬드라굽타 마우리아의 정복 기간 동안의 모든 살육과 폭력으로 인해 12년간의 기근을 예언했다. 그는 자이나교 승려 그룹을 이끌고 남인도로 갔고, 찬드라굽타 마우리아는 아들 빈두사라에게 양위한 후 승려로서 그와 합류했다. 디감바라 전설에 따르면, 찬드라굽타와 바드라바후는 함께 오늘날 남부 카르나타카주에 있는 슈라바나벨라골라로 이주했다. 찬드라굽타는 디감바라 전설에 따라 살레카나 수행에 따라 단식으로 죽음을 맞이하기 전까지 슈라바나벨라골라에서 수년 동안 수행자로서 살았다. 디감바라 전통에 따르면, 찬드라굽타가 고행을 행했다고 전해지는 언덕은 현재 찬드라기리 언덕으로 알려져 있으며, 디감바라교도들은 찬드라굽타 마우리아가 현재 찬드라굽타 바사디로 남아 있는 고대 사원을 세웠다고 믿는다.
헤마찬드라의 12세기 슈베탐바라 자이나교 전설은 다른 그림을 제시한다. 헤마찬드라 판본은 제국 저장고에서 음식을 훔치기 위해 투명인간이 될 수 있는 자이나교 승려들과, 찬드라굽타의 제국을 확장하고 제국 수입을 늘리기 위해 폭력과 교활한 전술을 사용하는 자이나교 브라만 차나키야에 대한 이야기를 포함한다. 8장 415절에서 435절까지는 찬드라굽타가 황제로 15년 동안 비자이나교 "잘못된 종교관을 가진 수행자"의 추종자였고 "여자를 탐했다"고 진술한다. 자이나교 개종자였던 차나키야는 자이나교 수행자들이 여자를 피하고 종교에 집중한다는 것을 보여줌으로써 찬드라굽타가 자이나교로 개종하도록 설득했다. 이 전설은 차나키야가 빈두사라의 조산 출산을 도왔다고 언급한다. 8장 444절에서는 "찬드라굽타는 명상 중에 죽었고 (살레카나일 가능성이 있다) 천국으로 갔다"고 진술한다. 헤마찬드라의 전설에 따르면, 차나키야도 살레카나를 행했다.

#### 문헌 자료
디감바라 자이나교 기록은 하리세나의 브리하카타 코샤 (931년), 라트나난디의 바드라바후 차리타 (1450년), 무니밤사 비유다야 (1680년), 그리고 라자발리 카테에 기록되어 있다.

바드라바후와 찬드라굽타 마우리아의 관계를 묘사하는 비문에 관하여, 라다 쿠무드 묵헤르지는 다음과 같이 썼다.
기원후 600년경에 쓰여진 가장 오래된 비문은 "쌍 (유그마), 바드라바후와 함께 찬드라굽타 무니"를 언급한다. 기원후 900년경 세링가파탐 근처 카베리강에 있는 두 개의 비문은 찬드라기리라는 언덕의 정상이 바드라바후와 찬드라굽타 무니파티의 발자국으로 표시되어 있다고 묘사한다. 1129년의 슈라바나벨라골라 비문은 바드라바후 "슈루타케발리"와, 숲의 신들이 숭배할 정도로 공덕을 쌓은 찬드라굽타를 언급한다. 1163년의 또 다른 비문도 유사하게 그들을 짝지어 묘사한다. 1432년의 세 번째 비문은 야틴드라 바드라바후와, 그의 고행의 명성이 다른 세계로 퍼져나갔다는 그의 제자 찬드라굽타에 대해 이야기한다.
문헌과 더불어, 7세기-15세기부터의 여러 디감바라 자이나교 비문들은 바드라바후와 프라바찬드라를 언급한다. 후대의 디감바라 전통은 프라바찬드라를 찬드라굽타로 동일시했으며, 일부 현대 학자들은 이 디감바라 전통을 받아들였지만 다른 학자들은 받아들이지 않았다. 카르나타카에 있는 후기 디감바라 비문과 문헌 중 다수는 (일부 디감바라 문헌에 명시된 바와 같이) 여행이 파탈리푸트라가 아닌 우자인에서 시작되었다고 진술한다.

#### 자료 분석

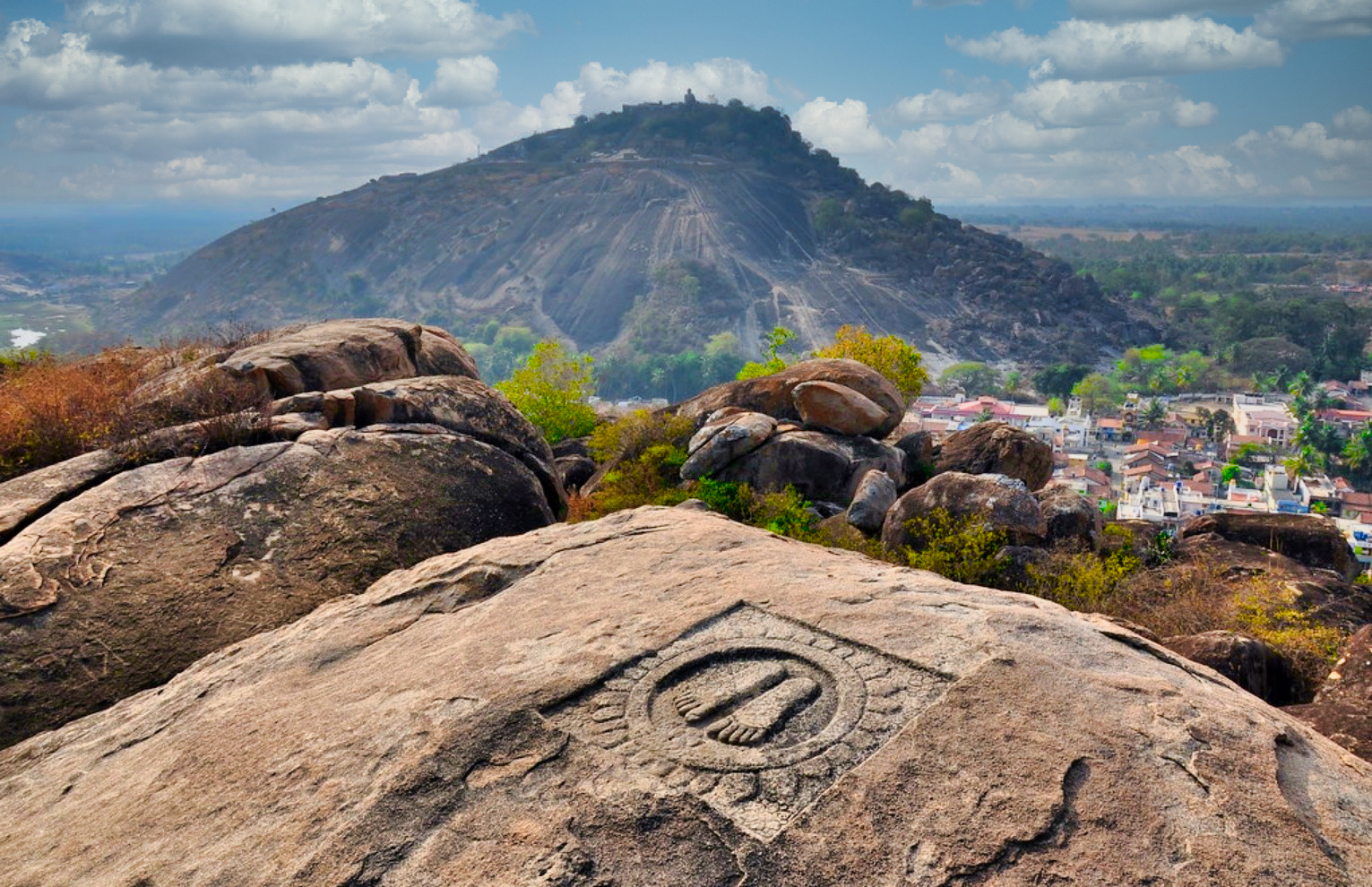
찬드라기리 언덕에 있는 찬드라굽타 마우리아의 발자국. 인도를 통일하고 마우리아 왕조를 창건한 찬드라굽타가 살레카나를 수행했던 곳이다.

제프리 D. 롱에 따르면, 디감바라 버전 중 하나에서는 삼프라티 찬드라굽타가 퇴위하고 이주하여 슈라바나벨라골라에서 살레카나를 수행했다. 롱은 학자들이 마우리아 제국의 붕괴를 아소카의 손자이자 찬드라굽타 마우리아의 증손자인 삼프라티 찬드라굽타의 시대와 행동에 기인하며, 일부 디감바라 전설에서는 두 찬드라굽타가 동일인으로 혼동되었다고 결론 내린다.
자이나교 연구 및 산스크리트어 학자 폴 던다스는 자이나교의 슈베탐바라 전통이 고대 디감바라 전설에 이의를 제기한다고 말한다. 5세기 슈베탐바라 자이나교 텍스트에 따르면, 자이나교의 디감바라 종파는 마하비라의 죽음으로부터 609년 후, 즉 1세기경에 설립되었다. 디감바라교도들은 5세기 이후에 자신들의 버전과 전설을 썼으며, 자이나교 내의 종파 분열에 대한 그들의 첫 번째 확장된 디감바라 버전은 10세기에 나타났다. 슈베탐바라 텍스트는 바드라바후가 기원전 3세기에 히말라야의 네팔 기슭 근처에 기반을 두었으며, 남쪽으로 찬드라굽타 마우리아와 함께 이주하거나 여행하지 않았다고 묘사한다. 오히려 그는 파탈리푸트라 근처에서 죽었다고 슈베탐바라 자이나교도들은 진술한다.
인도학자이자 역사가인 V. R. 라마찬드라 딕시타르에 따르면, 여러 디감바라 전설에는 특히 B. 루이스 라이스의 슈라바나벨라골라 비문 원본 출판 이후 찬드라굽타 마우리아로 잘못 식별된 프라바찬드라가 언급된다. 가장 초기이자 가장 중요한 비문들은 프라바찬드라를 언급하는데, 라이스는 그가 왕위를 버리고 바드라바후와 함께 파트립푸트라에서 이주한 후 "찬드라굽타 마우리아가 취한 수도승 이름"이었을 것이라고 추정했다. 딕시타르는 이를 뒷받침할 증거가 없으며, 프라바찬드라는 찬드라굽타 마우리아 사망 수세기 후에 이주한 중요한 자이나교 승려 학자였다고 진술했다.
역사가 수슈마 얀사리에 따르면, "찬드라굽타의 자이나교 개종과 슈라바나벨라골라와 바드라바후의 연관성에 대한 증거를 자세히 살펴보면, 그것이 늦고 문제가 있음을 알 수 있다. 게다가 자이나교 자료 외에는 찬드라굽타의 개종과 이주를 뒷받침할 증거가 없다." 얀사리는 다음과 같이 결론짓는다. "따라서 현재까지의 증거는 찬드라굽타의 자이나교 개종과 퇴위(실제로 퇴위했다면), 남쪽으로의 이주, 그리고 바드라바후 및 슈라바나벨라골라 지역과의 연관성에 대한 이야기가 기원후 600년 이후에 발전했음을 시사한다."
딕시타르는 찬드라굽타의 말년과 죽음에 대한 다른 역사적 정보나 증거가 없으므로, 라이스의 찬드라굽타 마우리아가 슈라바나벨라골라에서 은퇴하고 사망했다는 추론을 작업 가설로 받아들였다.

#### 남인도 장악 추정
찬드라굽타가 이룬 다른 정복, 특히 남인도의 데칸고원 지역에서의 정복에 대해서는 불확실성이 존재한다. 그의 손자 아소카가 기원전 268년경에 즉위할 당시 제국은 남쪽으로 오늘날의 카르나타카주까지 확장되었으므로, 남부 정복은 찬드라굽타 또는 그의 아들 빈두사라에게 기인할 수 있다.
묵헤르지에 따르면, 플루타르코스가 "안드로코투스 [...] 60만 대군으로 인도 전역을 침략하고 정복했다"고 진술한 것을 언급하며, 찬드라굽타는 그의 제국을 남쪽으로 확장했다. 묵헤르지는 세부 사항은 부족하지만, "아소카의 비문에 신뢰할 만한 증거가 있다"고 주장한다. 묵헤르지는 또한 찬드라굽타가 카르나타카주 슈라바나벨라골라에서 은퇴했다는 자이나교 전통과 타밀 기록의 언급을 언급한다.
쿨케와 로더문트에 따르면, 찬드라굽타가 카르나타카에서 고행자로 삶을 마쳤다는 자이나교 전통이 사실이라면, 찬드라굽타가 남부 정복을 시작한 것으로 보인다.
하지만 디감바라 자이나교 기록에는 문제가 있다. 그의 개종과 슈라바나벨라골라에서의 바드라바후와의 은퇴는 기원후 600년 이후에 발전한 디감바라 자이나교 자료에서만 입증된다. 이 기록들은 실제로는 찬드라굽타 마우리아의 증손자인 삼프라티 찬드라굽타를 지칭할 수 있으며, 슈베탐바라 자이나교 문헌과는 모순된다. 슈베탐바라 자이나교 문헌은 바드라바후를 기원전 3세기에 히말라야의 네팔 기슭 근처에 두었으며, 남쪽으로 찬드라굽타 마우리아와 함께 이동하거나 여행하지 않았다고 한다. 디감바라 전설은 또한 찬드라굽타 마우리아의 죽음 이후 수세기 후에 이주한 중요한 자이나교 승려 학자인 프라바찬드라를 찬드라굽타 마우리아로 오인했을 수도 있다.
타밀어 상감 문학 코퍼스에 속하는 두 시집(아카나누루와 푸라나누루)은 난다 왕조와 마우리아 제국을 암시한다. 예를 들어, 시 69, 281, 375는 마우리아의 군대와 전차를 언급하는 반면, 시 251과 265는 난다 왕조를 암시할 수 있다. 그러나 기원전 1세기에서 서기 5세기 사이에 쓰여진 이 시들은 찬드라굽타 마우리아의 이름을 직접 언급하지 않으며, 일부는 서기 5세기 데칸고원 지역의 다른 모리야 왕조를 지칭할 수도 있다. 우핀더 싱에 따르면, 이 시들은 카르나타카주와 안드라프라데시의 바두가르(북부인)의 모쿠르와 코샤르 왕국을 언급할 수 있으며, 한 가지 해석은 마우리아 제국이 어느 시점에 이들과 동맹을 맺었을 수 있다는 것이다.

## 제국

### 행정

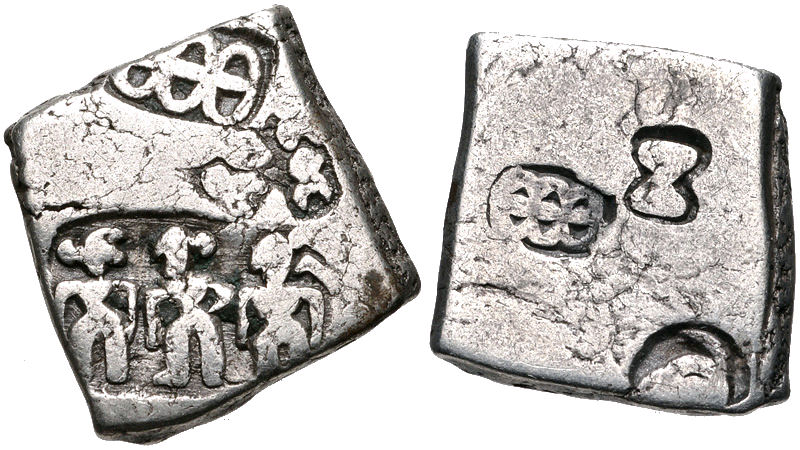
찬드라굽타 마우리아 시대의 카르샤파나 동전, 기원전 315-310년경.

북인도를 정복한 후 찬드라굽타와 차나키야는 일련의 주요 경제 및 정치 개혁을 단행했다. 찬드라굽타는 지방과 지역 정부를 중심으로 분산된 행정을 수립했으며, 황제의 자문기구로 만트리파리샤드를 두었다. 찬드라굽타가 이전에 그의 재상 차나키야가 썼다고 생각되던 아르타샤스트라에 묘사된 국가 통치와 경제 정책을 적용했다고 흔히 생각되지만, 이제 대부분의 학자들은 아르타샤스트라가 마우리아 시대의 것이 아니며, 찬드라굽타의 통치와 양립할 수 없는 규정들을 포함한다고 생각한다.
마우리아 통치는 구조화된 행정 체제였다. 찬드라굽타는 장관 협의회를 두었으며, 차나키야는 그의 수상이었다. 제국은 영토(자나파다)로 조직되었고, 지역 권력의 중심지들은 요새(두르가)로 보호되었으며, 국가 운영은 국고(코사)로 자금을 조달했다. 스트라본은 찬드라굽타의 죽음 이후 약 300년 후에 작성된 그의 지리서 XV.46-69장에서 그의 통치에 대한 측면들을 묘사한다. 그는 정의 문제에 대한 고문들과 상업 활동 및 무역 상품에 대한 세금을 징수하는 평가자들을 두었다. 그의 관리들은 도시의 법과 질서가 필요한 상황을 검사했으며, 범죄율은 낮았다.
메가스테네스에 따르면, 찬드라굽타의 통치는 세 가지 병렬 행정 구조로 특징지어졌다. 하나는 마을 업무를 관리하며, 관개, 토지 소유권 기록, 도구 공급 모니터링, 사냥, 목재 제품 및 숲 관련 법률 집행, 분쟁 해결 등을 담당했다. 다른 행정 구조는 도시 업무를 관리하며, 무역, 상인 활동, 외국인 방문, 항구, 도로, 사원, 시장 및 산업과 관련된 모든 사항을 포함했다. 그들은 또한 세금을 징수하고 표준화된 도량형을 보장했다. 세 번째 행정 기관은 군대, 훈련, 무기 공급 및 군인들의 요구 사항을 감독했다.
차나키야는 찬드라굽타의 안전을 염려하여 암살 시도를 막기 위한 정교한 기술을 개발했다. 다양한 자료에 따르면 찬드라굽타는 공모자들을 혼란시키기 위해 침실을 자주 바꿨다. 그는 특정 업무를 위해서만 궁전을 떠났다. 군사 원정을 가거나, 재판을 위해 궁정에 가거나, 희생을 바치거나, 축제에 참석하거나, 사냥을 위해서였다. 축제 중에는 잘 경호되었고, 사냥 중에는 쿠데타 모의에 참여할 가능성이 적다고 여겨지는 여성 경호원들에게 둘러싸여 있었다. 이러한 전략들은 이전 황제를 암살하여 권력을 잡았던 난다 황제의 역사적 맥락에서 비롯되었을 수 있다.
찬드라굽타와 그의 왕조의 통치 기간 동안, 인도에서는 많은 종교가 번성했으며, 불교, 자이나교, 그리고 아지비카교는 다른 민속 전통들과 함께 베다 및 브라만교 전통을 능가하며 명성을 얻었다.

### 사회 기반 시설 프로젝트

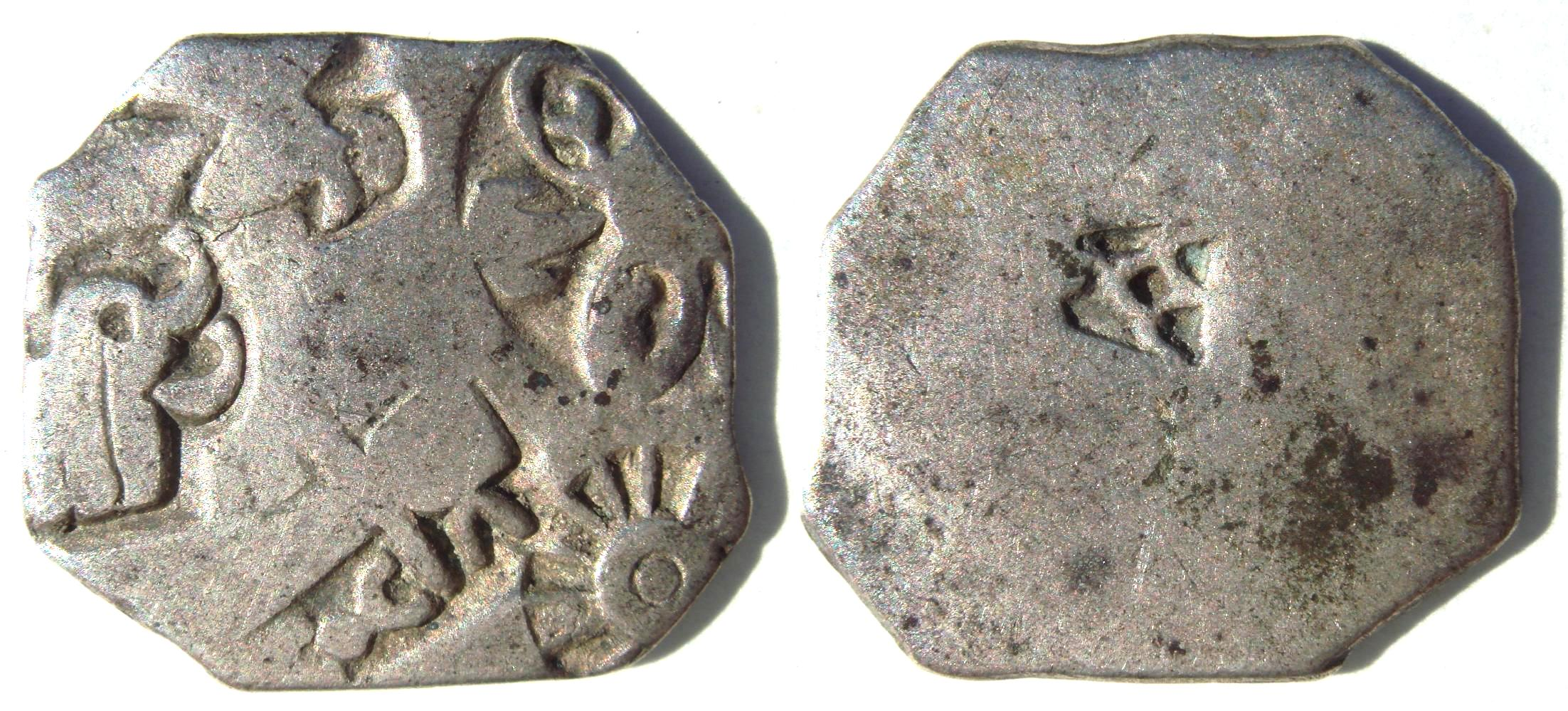
마우리아 제국의 은 펀치마크 동전 (카르샤파나), 수레와 코끼리 문양 (기원전 3세기)

제국은 관개 시설, 사원, 광산, 도로와 같은 견고한 사회 기반 시설을 통해 강력한 경제를 구축했다. 고대 비문 증거에 따르면 찬드라굽타는 차나키야의 조언에 따라 민간인과 군대에 식량 공급을 보장하기 위해 인도 아대륙 전역에 많은 관개 저수지와 네트워크를 시작하고 완성했으며, 이는 그의 왕조 계승자들이 계속한 관행이다. 농업의 지역 번영은 그의 국가 관리들의 필수 의무 중 하나였다.
사회 기반 시설 개발에 대한 가장 강력한 증거는 기원후 150년경의 주나가드 루드라다만 암각문에서 발견된다. 이 비문은 특히 루드라다만 1세가 찬드라굽타에 의해 건설되고 아소카에 의해 개선된 저수지와 관개 수로 기반 시설을 수리하고 확장했다고 진술한다. 찬드라굽타 제국은 또한 광산, 제조 센터, 그리고 상품 거래 네트워크를 건설했다. 그의 통치는 인도 아대륙을 가로질러 상품을 운송하기 위한 육로를 개발했다. 찬드라굽타는 짐꾼 동물만 통행할 수 있는 좁은 길보다 "수레에 적합한 도로"를 선호하여 확장했다.
카우시크 로이(Kaushik Roy)에 따르면, 마우리아 왕조의 통치자들은 "위대한 도로 건설자"였다. 그리스 대사 메가스테네스는 찬드라굽타가 비하르의 수도 파탈리푸트라에서 그가 공부했던 북서부의 탁실라까지 천 마일 길이의 고속도로를 완공한 후 이 전통을 찬드라굽타에게 돌렸다. 이 전통에 기인한 다른 주요 전략 도로 기반 시설은 파탈리푸트라에서 다양한 방향으로 뻗어 나가 네팔, 카필라바스투, 데라둔, 미르자푸르, 오디샤, 안드라, 그리고 카르나타카와 연결되었다. 로이는 이 네트워크가 무역과 상업을 촉진하고, 군대를 신속하고 효율적으로 이동시키는 데 도움이 되었다고 진술했다.
찬드라굽타와 차나키야는 무기 제조 센터를 설립하고 이를 국가 독점 기업으로 유지했다. 그러나 국가는 경쟁하는 민간 기업들이 광산을 운영하고 이 센터에 공급하도록 장려했다. 그들은 경제적 번영이 다르마 (덕스러운 삶)를 추구하는 데 필수적이라고 생각했으며, 외교를 통해 전쟁을 피하는 정책을 채택했지만, 동시에 국가의 이익과 아르타샤스트라의 다른 사상들을 수호하기 위해 군대를 끊임없이 전쟁에 대비시켰다.

### 예술과 건축
찬드라굽타 시대의 예술과 건축에 대한 증거는 메가스테네스와 카우틸랴의 저작과 같은 문헌에 주로 국한되어 있다. 기념비적인 기둥에 새겨진 칙령과 조각들은 그의 손자 아소카에게 귀속된다. 이 문헌들은 도시, 공공 사업, 번성하는 건축물의 존재를 암시하지만, 이들의 역사성은 의문시된다.
1917년 갠지스강 둑 아래에서 발견된 디다르간지 야크시와 같은 현대 시대의 고고학적 발견은 뛰어난 장인의 성과를 시사한다. 이 유적지는 많은 학자들에 의해 기원전 3세기로 거슬러 올라간다고 보았지만 나중에 쿠샨 제국 (서기 1~4세기)과 같은 더 후기 날짜도 제안되었다. 경쟁하는 이론들은 찬드라굽타 마우리아 왕조와 관련된 예술이 알렉산드로스 대왕이 전쟁을 벌였던 시기에 그리스와 서아시아에서 배웠다는 것; 또는 이러한 유물들이 더 오래된 토착 인도 전통에 속한다는 것이다. 미네소타 대학교의 프레더릭 애셔(Frederick Asher)는 "우리는 명확한 답을 가지고 있다고 가장할 수 없으며, 아마도 대부분의 예술처럼 단 하나의 답이나 설명은 없다는 것을 인정해야 한다"고 말한다.

### 종교
찬드라굽타는 베다 희생과 브라만교 의식을 후원했으며, 코끼리와 말 행렬로 특징지어지는 대규모 축제를 개최했다.
그의 영토와 후손들의 제국 내에서 많은 종교가 번성했지만, 불교, 자이나교, 그리고 아지비카교는 베다 및 브라만교 전통을 능가하며 명성을 얻었으며, 아소카 치세에 불교의 확장과 브라만교와 비브라만교 종교 전통의 종합이 이루어져 힌두교로 수렴되었다. 조로아스터교와 그리스 다신교와 같은 소수 종교들은 존중받았다.

## 유산

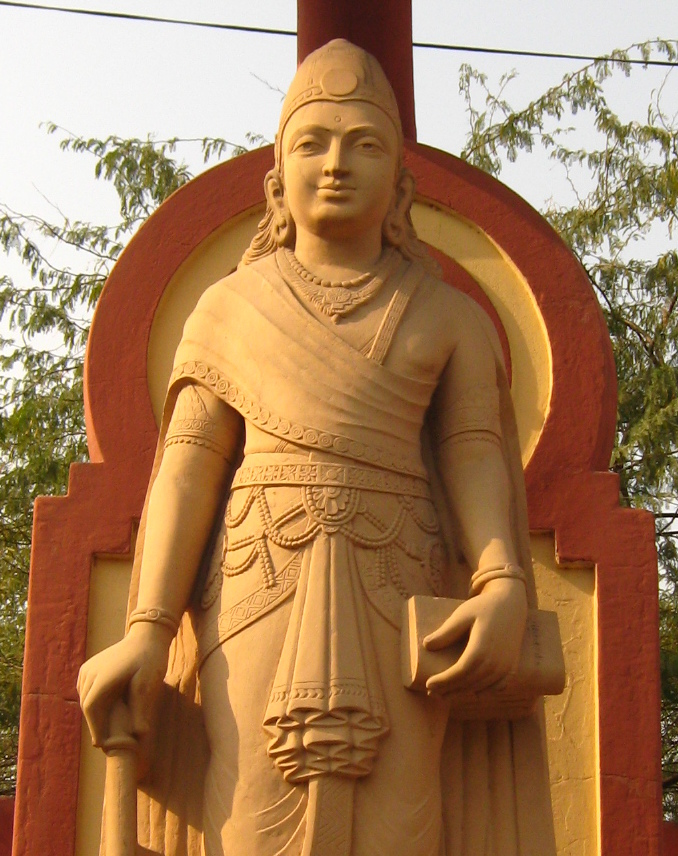
델리의 락슈미나라얀 사원에 있는 찬드라굽타 마우리아를 묘사한 현대 조각상.

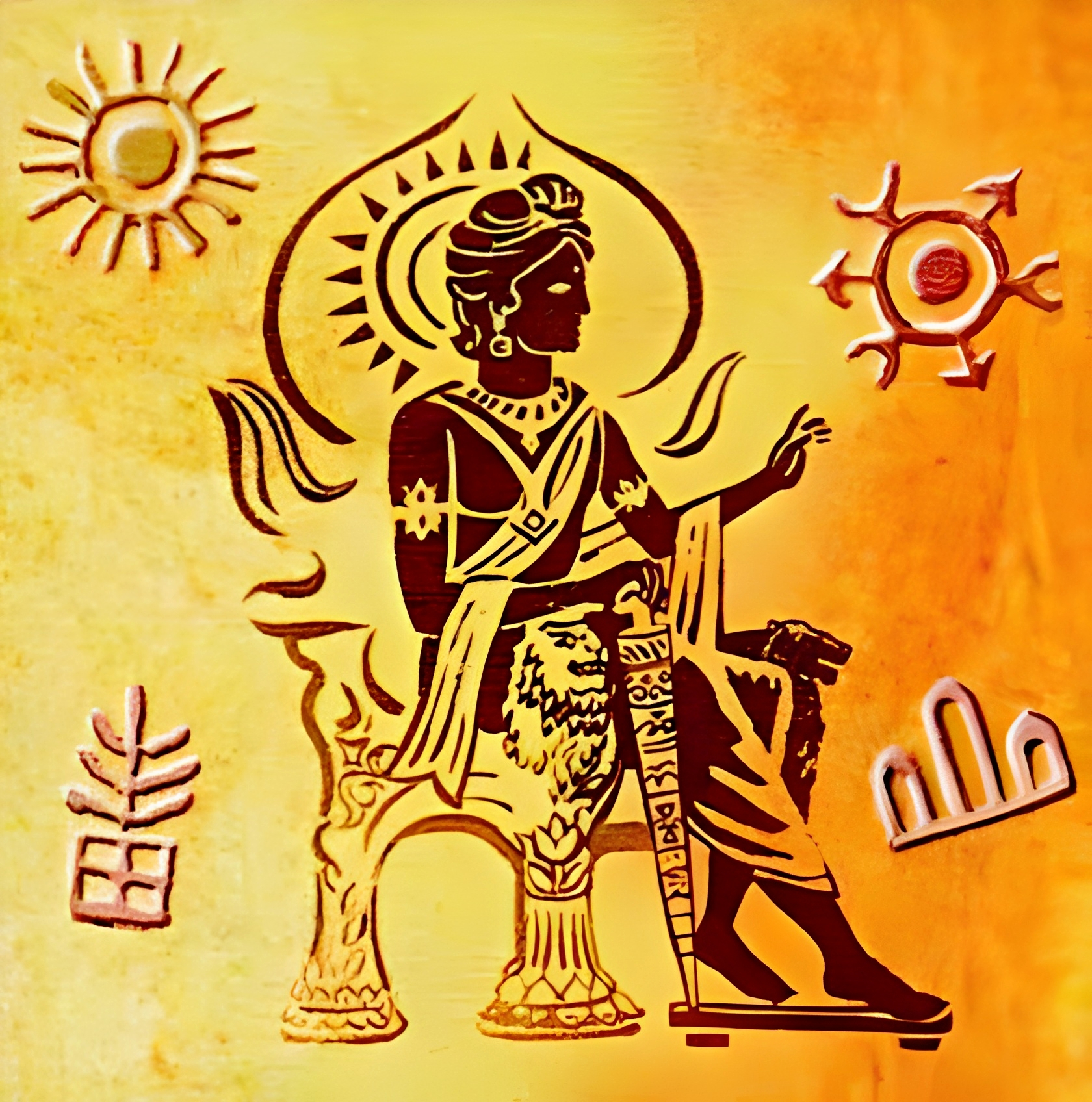
2001년 인도 정부가 발행한 찬드라굽타 마우리아 우표.

찬드라굽타를 기리는 기념비가 카르나타카주 슈라바나벨라골라의 찬드라기리 언덕에 있다. 인도 우편국은 2001년에 찬드라굽타 마우리아를 기리는 기념 우표를 발행했다.

## 대중 문화에서
- 무드라락샤사 (락샤사의 인장 반지)는 찬드라굽타의 정복 후 600년이 지난 후, 아마도 서기 300년에서 700년 사이에 쓰여진 산스크리트어 정치 드라마이다.[48]
- D. L. 레이는 찬드라굽타의 삶을 바탕으로 찬드라굽타라는 벵골어 연극을 썼다. 이 연극의 이야기는 푸라나와 그리스 역사에서 자유롭게 차용되었다.[172]
- 마우리아 제국 형성에서 차나키야의 역할은 마이소르 N. 프라카시 박사의 역사/영적 소설 "궁녀와 사두"의 핵심이다.[173]
- 찬드라굽타는 마우리아 왕에 대한 1920년 인도 무성 영화이다.[174]
- 찬드라굽타는 압둘 라시드 카르다르가 감독한 1934년 인도 영화이다.
- 찬드라굽타 차나키야는 C. K. 사치 감독의 인도 타밀어 역사 드라마 영화로, 바바니 K. 삼밤무르티가 찬드라굽타 역을 맡았다.
- 삼랏 찬드라굽타는 자얀트 데사이의 1945년 인도 역사 영화이다.[175]
- 삼랏 찬드라굽트는 1945년 영화를 리메이크한 바부바이 미스트리의 1958년 인도 역사 소설 영화이다. 바라트 부샨이 황제의 주인공 역을 맡았다.[176]
- 텔루구어로 차나키야와 찬드라굽타의 이야기는 1977년 차나키야 찬드라굽타라는 영화로 제작되었다.[177]
- 텔레비전 시리즈 차나키야는 무드라락샤사 연극을 바탕으로 한 차나키야의 생애와 시대를 다룬 이야기이다.[178]
- 2011년에는 이매진 TV에서 찬드라굽타 마우리아라는 텔레비전 시리즈가 방영되었다.[179][180][181]
- 2016년에는 텔레비전 시리즈 찬드라 난디니가 소설화된 로맨스 서사로 방영되었다.[182]
- 2016년 비디오 게임 문명 VI에서는 찬드라굽타가 인도 문명의 플레이 가능한 지도자로 등장한다.[183]
- 2018년에는 찬드라굽타 마우리아라는 텔레비전 시리즈가 찬드라굽타 마우리아의 삶을 묘사한다.[184]
- 노부나가 더 풀, 일본 무대 연극 및 애니메이션은 황제를 바탕으로 한 찬드라굽타라는 캐릭터를 특징으로 한다.
- 2001년 산토시 시반 감독의 영화 아소카에서는 볼리우드 감독이자 프로듀서인 우메시 메라가 찬드라굽타 마우리아 역을 맡았다.

## 같이 보기
- 인도 군주 목록
  - 마가다의 군주 목록
- 마우리아 미술
- 데바바르만
- 다샤라타 마우리아
- 삼프라티

### 설명주
1. 1 2  마우리아 제국, 네트워크 모델 참조.
2. 1 2 3 4 5  서부 경계는 논란의 여지가 있다.

게드로시아와 칸다하르
  - Kosmin (2014, 33쪽): "셀레우코스는 찬드라굽타 왕국에 자신의 제국 동쪽 끝 사트라피를 양도했으며, 확실히 간다라, 파로파미사다이 [카불], 그리고 게드로시아의 동부 지역을 포함하고, 아마도 아라코시아 [칸다하르]와 아레이아를 헤라트까지 포함했을 수도 있다."
  - Kosmin (2014, 277쪽): "칸다하르에서 발견된 찬드라굽타의 유명한 손자인 아소카가 발행한 두 개의 왕실 칙령은 적어도 3세기 중반에는 아라코시아에 대한 마우리아 소유를 확인해주며; [...] 이후 마우리아 확장 증거가 없고 두 왕국 간에 유지된 우호 관계(후술)를 감안할 때, 가장 경제적인 설명은 셀레우코스가 칸다하르 지역을 양도했지만, 현존하는 증거의 상태는 신중함을 요구한다."

파로파미사다이 (카불)와 아라코시아 (칸다하르)
  - Tarn (1922, 100쪽)과 Coningham & Young (2015, 452–453쪽)는 동부 아프가니스탄(카불-칸다하르)의 포함에 의문을 제기했다. Coningham & Young (2015, 452쪽)는 "점점 더 많은 연구자들이 현재 아소카 칙령이 '능률적인 관료적 통제'라기보다는 '최대 접촉 영역'을 나타냈을 수 있다"는 데 동의할 것이라고 지적한다.

게드로시아:

  - Smith (1914, 149쪽): "게드로시아(또는 가드로시아)의 사트라피는 서쪽으로 멀리 뻗어 있었고, 아마도 그 동부 지역만 찬드라굽타에게 병합되었을 것이다. 알렉산드로스가 건너는 데 큰 어려움을 겪었던 말린 산맥은 자연적인 경계선이 되었을 것이다."
  - Tarn (1922, 100쪽): "게드로시아의 경계는 알려져 있다: 양도된 나라는 메디아 히다스페스(아마도 푸랄리[e])와 인더스강 사이였다."

구자라트
  - Chakrabarty (2010, 29쪽): "우리는 마가다 권력의 기본 역사-지리적 구성이 마우리아 왕조가 시작되기 전에 이루어졌다고 가정한다. 마우리아 왕조의 창시자인 찬드라굽타 마우리아는 단순히 인더스강 계곡에서 힌두쿠시산맥 남쪽 기슭까지의 영역을 추가하여 마우리아 인도가 옥수스강에서 인더스강까지의 인도 역사 상호작용 지역에 강력한 발판을 마련하게 했다. 증거는 구자라트, 벵골, 아삼의 경우와 같이 일부 모호한 경우가 있지만, 찬드라굽타가 이 방향으로 원정을 감행했다면 문학적 전통에 그 원정의 메아리가 있었을 것이다."

아리아 (헤라트)
  - Raychaudhuri & Mukherjee (1997, 594쪽):"[아리아]는 일부 학자들에 의해 스트라본의 구절에 대한 잘못된 평가와 플리니우스의 진술을 근거로 잘못 양도된 사트라피 목록에 포함되었다."
  - Grainger (2014, 109쪽): 셀레우코스는 "확실히 아리아를 소유했을 것"이며, 또한 그의 "아들 안티오코스는 15년 후에 그곳에서 활동했다."
  - Sherwin-White & Kuhrt (1993, 79–80쪽): "아리아 지역은 셀레우코스 1세와 안티오코스 1세 치하에서 셀레우코스령이었음이 확실하며, 안티오코스 3세의 동부 파르티아인 및 박트리아인에 대한 대규모 원정 이후에도 확실히 그러했다. [...] 드랑기아나와 마찬가지로 셀레우코스령으로 남아있지 않았다는 증거는 전혀 없다."
  - "한 세기 이상 셀레우코스 왕조는 [드랑기아나] 지역을 통치했다. [...] 드랑기아나는 파르티아인에게 정복되었다." .
3. ↑  마우리아 제국, 단일 영토 참조.

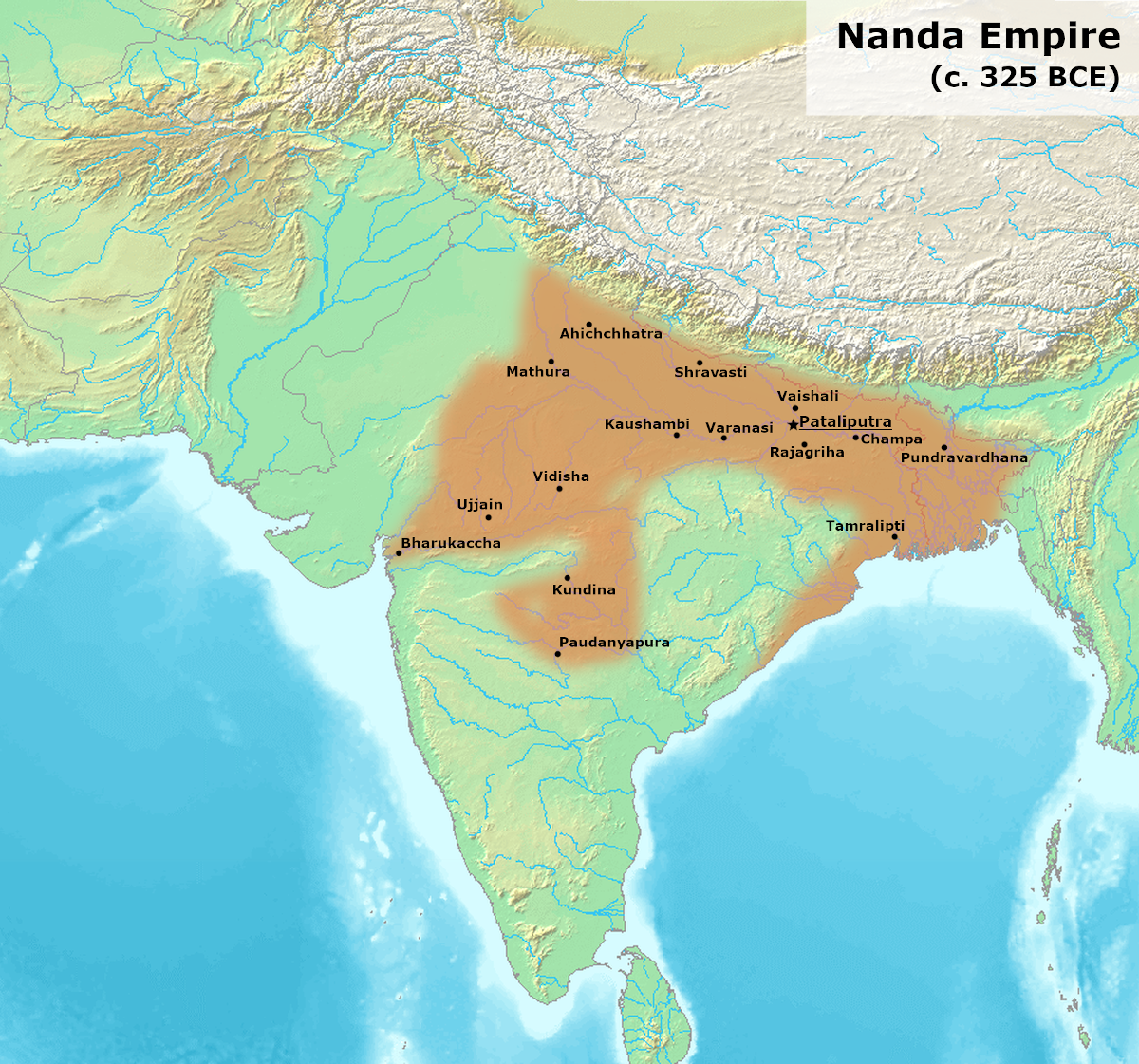
기원전 325년경의 난다 제국 추정 영토.

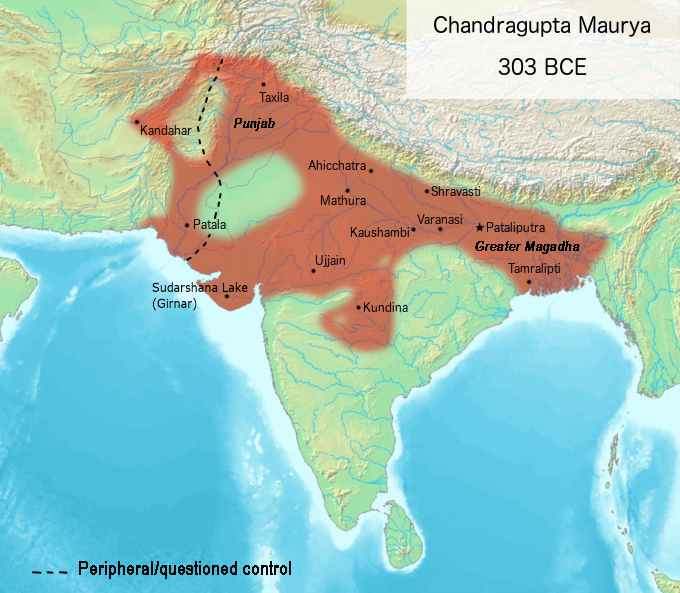
찬드라굽타의 군사 정복과 제국의 범위에 대한 당대 기록은 존재하지 않는다. 이 범위는 그의 사후 수세기 후에 쓰여진 그리스 및 로마 역사가와 인도의 종교 문헌에서 추론된 것이다. 이들을 바탕으로 찬드라굽타의 제국은 넓은 영토를 가졌으며, 기원전 303년경에 핵심 지역과 무역 및 통신 네트워크로 이루어진 네트워크로 개념화되었다.

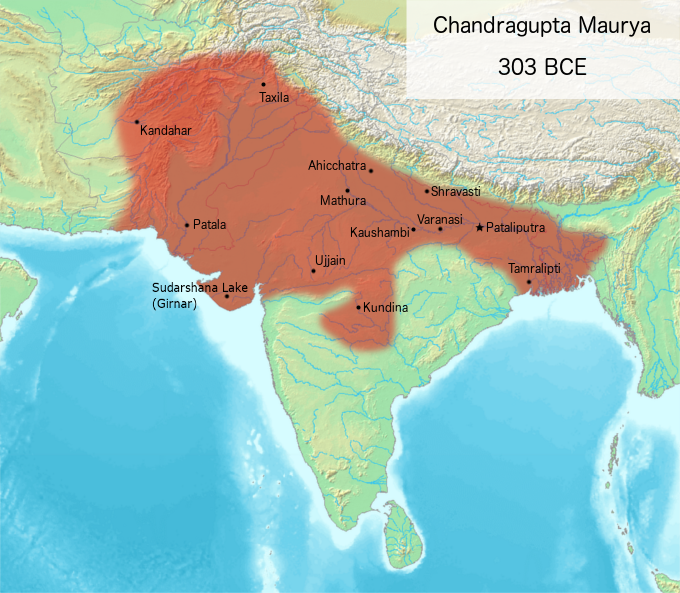
기원전 303년경 찬드라굽타 마우리아 제국의 전통적인 영토 표현, 단일 영토로 표시. 일부 지도에는 게드로시아 전체, 예를 들어 남동부 이란이 포함되어 있다.

4. ↑  산스크리트어: चन्द्रगुप्त मौर्य IAST: Candragupta Maurya)(팔리어: चन्दगुत्त मोरीय, Chandagutta Moriya)(고대 그리스어: Σανδράκοπτος, Sandrákoptos Σανδράκοττος, Sandrákottos Ανδροκόττος, Androkóttos
5. 1 2 3 4 5 6  연대:' 다른 날짜들과 마찬가지로, 찬드라굽타의 왕위 계승 날짜는 불확실하다. Jansari (2023, 18쪽): "...찬드라굽타가 기원전 320/319년에 집권했다고 널리, 그리고 무심하게 받아들여진다. 그러나 찬드라굽타의 집권과 그의 통치 기간에 대한 모든 정보는 신중하게 다루어야 한다: 증거는 제한적이고 문제가 있는 그리스-로마 및 남아시아 자료에 기반하며, 그 내용 중 극히 일부만이 보고하는 사건들과 동시대이다." 찬드라굽타의 펀자브 정복은 장기간의 불안과 전쟁 끝에 일어났으며, 그리스 역사와 동기화하면 기원전 317년경에 일어났다(Jansari 2023, 17쪽). 얀사리는 대부분의 학자들이 기원전 320/319년을 일반적으로 받아들인다고 인정하면서도, 크립의 해석을 따라 유스티누스(XV 섹션 4.12-22)를 재평가한다. 유스티누스는 셀레우코스가 자신의 제국의 "기반을 다질 때" 찬드라굽타가 "인도의 통치자"가 되었다고 말한다. 얀사리에 따르면, "이 언급은 기원전 311년경부터 308년경까지의 기간을 지칭하는 것으로 보이며," "찬드라굽타가 기원전 311년경에서 305년경 사이에 권력을 잡았고, 아마도 이미 최초의 마우리아 왕이었다"는 의미를 내포한다(Jansari 2023, 30–31쪽)
  - Jansari (2023, 17–18쪽): "대부분의 학자들은 찬드라굽타의 이 지역 도착이 난다 왕조를 전복하고 자신의 왕조를 세운 후에 이루어졌다고 주장한다. 그러나 이 시기는 찬드라굽타 통치의 다른 많은 측면과 마찬가지로 불확실하며, 일부 학자들은 찬드라굽타의 이 지역 활동이 마우리아 제국 건국보다 선행했을 수도 있다고 제안하기도 했다. [주 15] 찬드라굽타의 삶과 사건에 대한 불확실하고 문제가 있는 증거는 어떤 해석도 가능하게 한다."
  - Jansari (2023, 36, note 15쪽): "야들리(Yardley), 휘틀리(Wheatley), 헤켈(Heckel) (2011, 278-9)의 유스티누스 이 부분에 대한 주석은 찬드라굽타가 난다 왕위를 차지하기 전후에 이 지역에 도착한 시기와 관련된 초기 19세기 학자들의 주장부터 최근 수십 년간의 주장까지 좋은 개요를 제공한다."
  - Jansari (2023, 29–30쪽): "유스티누스에 따르면, 기원전 317년경 에우다모스가 포로스를 살해하고 서쪽으로 이동했을 때 찬드라굽타가 처음으로 펀자브에 진입했다 [...] 이 단계에서 찬드라굽타가 얼마나 오랫동안 집권했는지도 명확하지 않다. 일부 학자들은 그가 여전히 난다 지배에 도전하는 과정에 있었다고 주장했지만, 현재의 일반적인 견해는 (모호한 언어로 표현된 몇 가지 예외를 제외하고) 그가 이미 자신의 왕조를 세웠다는 것이다. [주 67]"
  - Jansari (2023, p.38, note 67쪽): "Just. Epit. 14.4.12–14. Trans. J. C. Yardley. Yardley, Wheatley and Heckel (2011, 278–9)는 논쟁의 양측에 대한 학설을 잘 보여준다. 싱 (2008, 330)은 찬드라굽타가 이 시기에 펀자브에 도착했을 때 제국 건설 과정에 있었을 가능성을 제시한다."
6. ↑  Fisher (2018, 71쪽): "찬드라굽타 (재위 기원전 320년 – c. 298년)는 마가다에서 권력을 장악하고 마우리아 왕조를 세운 반란을 이끌었다. 그는 수도 파탈리푸트라 (오늘날 파트나)를 갠지스강 남쪽 기슭, 손강이 합류하는 곳에 위치한 특히 전략적인 무역 및 방어 요충지에 두었다. 마우리아 가문의 실제 기원은 불확실하지만, 찬드라굽타가 미천한 출신이라는 것이 일반적인 견해이다. 한 인기 있는 이야기는 그가 이전 왕의 낮은 신분의 왕비나 첩의 아들이었으며, 그의 왕실 이복형제들을 전복시켰다고 주장한다. 마우리아는 "공작새"를 의미하며, 일부 자이나교 문헌은 그의 가족을 낮은 신분의 공작새 목축업자로, 브라만들에 의해 기껏해야 수드라로 분류되었다고 본다.
7. 1 2
8. 1 2 3  얀사리는 "유스티누스에는 찬드라굽타 통치 시작에 대한 언급이 없고, 단지 셀레우코스가 자신의 제국 기반을 다질 때 그가 '인도의 통치자'였다고만 언급되어 있다"고 지적한다.(Jansari 2023, 31쪽) 트라우트만은 이를 셀레우코스가 311-305년에 권력을 잡았을 때 찬드라굽타가 이미 난다 제국과 펀자브를 모두 정복했음을 의미한다고 해석한다.(Trautmann 1970, 59–60쪽) 야들리, 휘틀리, 헤켈은 펀자브/인더스 계곡 정복이 기원전 311-308년에 여전히 진행 중이었지만, 찬드라굽타가 이미 난다 왕조를 전복하여 마가다의 왕이 된 후였다고 생각한다.(Yardley, Wheatley & Heckel 2011, 277–291쪽)
  - 타른은 찬드라굽타의 즉위를 기원전 313/312년으로 보는 일부 전통적인 자이나교 연대기를 언급하지만, 그는 이를 찬드라굽타가 셀레우코스에게서 나중에 획득한 서부 확장을 제외하고 모든 정복을 완료한 날짜로 해석한다.(Tarn 1922, 46–47쪽) 타른은 유스티누스의 라틴어 원문을 트라우트만(p.59, 각주 1에서 라틴어의 "어순과 의미, 시제를 왜곡"했다고 타른을 비판함)과는 다르게 해석하여, 찬드라굽타가 셀레우코스와 동시대에 그의 왕국을 얻었다고 해석한다. 그러나 그렇다 하더라도, 타른(p.47, 각주 3)은 "찬드라굽타는 기원전 321년경 마가다의 왕좌를 장악하고 기원전 312년까지 그의 제국 정복을 완료했다"고 보며, 셀레우코스에게서 나중에 획득한 서부 확장은 제외한다.
  - 유스티누스의 진술 "찬드라굽타는 '무법자 무리를 모으고 인도인들을 난다 왕조에 대한 혁명에 선동했으며, 그 후 '알렉산드로스의 총독들과의 적대 행위를 준비하고 있었다'"(Jansari 2023, 29쪽)

는 (Trautmann 1970, 57–58쪽)와 (Yardley, Wheatley & Heckel 2011, 289쪽)에 의해 찬드라굽타의 마가다 정복이 펀자브의 알렉산드로스 사트라프가 전복되기 전에 일어났다고 명확하게 해석되기도 했다. 그러나 그들은 일부 학자들이 그럼에도 불구하고 찬드라굽타가 마가다를 정복하기 전에 펀자브에서 먼저 통치자가 되었을 것이라고 추측하기도 했다고 지적한다.
  - 야들리, 휘틀리, 헤켈은 유스티누스의 에피토메가 "알렉산드로스 사망 이후 인도의 사건 연대기를 재구성하는 데 중요한 텍스트"이지만, "세부 사항, 사건 순서, 연대기 문제는 에피토메의 단속적이고 압축된 성격으로 인해 해석하기 어렵다"고 진술한다.(Yardley, Wheatley & Heckel 2011, 277쪽)
9. 1 2  Haig (1894, 24쪽): "...마우리아 왕조의 창시자인 찬드라굽타가 이끌던 북부 민족의 일반적인 봉기가 빠르게 뒤따랐다. 인더스강 하류 계곡은 이제 외세의 지배에서 벗어났고, 지역 부족장들은 의심할 여지 없이 스스로의 방식에 맡겨졌다. 명목상으로는 그 영토가 마우리아 왕국의 종속국이었을 수도 있지만, 그 왕국의 본체와 넓은 사막으로 분리되어 있고, 갠지스강의 수도에서 멀리 떨어져 있었기 때문에, 충성심은 극히 미약했을 것이다. 이 독립 또는 반독립은 분명히 다양한 정도의 불확실성 속에서 [...] 기원전 2세기 데메트리오스가 강력하게 파탈레네를 침략하여 박트리아에 완전히 복속될 때까지 지속되었다."
10. ↑  수다르샤나 호수에서 고고학적으로 입증되었다.
11. ↑  Fisher (2018, 72쪽): "찬드라굽타의 많은 군사 및 외교 정복은 그의 지배권을 이전의 어떤 인도 통치자보다 더 넓게 확장시켰다: 아프가니스탄에서 벵골까지, 히말라야에서 남부 데칸까지. 그러나 그의 행정은 마가다 외의 사회에 깊이 침투할 기술과 인프라가 부족했다."
12. 1 2  Stein & Arnold (2010): "기원전 270년경, 불교도 왕 아소카가 발행한 최초의 인도 기록이 그리스 자료에 추가되었다. 아소카의 비문은 19세기에 해독되었지만, 우리는 이 마우리아 왕의 정치적 형성이 어떠했는지, 하물며 왕국의 창시자인 아소카의 할아버지 찬드라굽타(아마도 알렉산드로스와 동시대 인물이었을 것이다) 휘하에서는 어떠했는지 여전히 확신할 수 없다. 중앙집권적이고 폭압적이며 스파이로 가득 차 있고 강박적으로 통제하는 정권을 묘사하는 산스크리트어 논문인 아르타샤스트라 형태의 증거는 아마도 마우리아 시대와 관련이 없을 것이다. 만약 그 정치적 세계가 순수 이론이 아니었다면, 아소카의 비문 분포로 정의된 아프가니스탄에서 남인도까지 1500마일에 달하는 광대한 영역이 아니라 작은 도시 국가 내에서만 달성될 수 있었을 것이다."
13. ↑  Ludden (2013, 29–30쪽): "마우리아 제국의 지리는 작고 밀집된 몸통과 길고 가느다란 다리를 가진 거미와 비슷했다. 제국 사회의 최고위층은 통치자, 그의 직계 가족, 다른 친척, 그리고 가까운 동맹국으로 구성된 핵심부에 살았으며, 이들이 왕조의 핵심을 이루었다. 핵심부 밖으로는 제국이 무장 도시들로 점철된 길고 가느다란 경로를 따라 이동했다. 궁전 밖, 수도에서는 군사 지휘관들이 제국 엘리트 계층의 최고위직을 차지했으며, 이들의 적극적인 충성과 전쟁에서의 성공이 제국의 운명을 결정했다. 이들이 실패하거나 반란을 일으킬 때마다 왕조의 권력은 무너졌다. ... 제국 사회는 엘리트들이 섞이는 곳에서 번성했으며, 그들은 제국의 척추이자 힘이었다. 카우틸랴의 『아르타샤스트라』는 제국 권력이 원래의 중심지인 옛 마가다에 집중되어 있었음을 시사하며, 핵심 기관들은 굽타 시대까지 약 700년 동안 존속한 것으로 보인다. 이곳에서 마우리아 관리들은 지역 사회를 통치했지만, 다른 곳에서는 그렇지 않았다. 지방의 도시와 마을에서는 관리들이 왕족의 최상층을 형성했으며, 그들 아래에서는 정복된 옛 왕족들은 제거되지 않고 오히려 종속되었다. 대부분의 자나파다에서 마우리아 제국은 전략적인 도시 지역으로 구성되었으며, 마우리아가 도착했을 때부터 이미 존재했고 그들이 떠날 때까지 통제권을 유지했던 혈통과 지역 엘리트를 통해 광대한 배후 지역과 느슨하게 연결되어 있었다."
14. ↑  고대 인도 역사의 제목 페이지에 기재된 저자와 그들의 소속은 다음과 같다: R. C. 마줌다르, M.A., Ph.D. 다카 대학교 부총장; H. C. 레이차우드후리, M.A., Ph.D., 콜카타 대학교 고대 인도 역사 및 문화 카마이클 교수; 칼리킨카르 닷타, M.A., Ph.D. 프렘찬드 레이찬드 학자, 마운트 메달리스트, 그리피스 수상자, 파트나 대학 역사학과 교수 및 학과장.
15. ↑  (Roy 2012, 61–62쪽)에 따르면, 찬드라굽타 마우리아는 수드라 혈통의 왕이었다.
16. ↑  비자야나가라 제국의 기원과 비디야라냐의 역할을 비교하라.
17. ↑  (Bhattacharyya 1977, 8쪽)는 마가다의 초기 통합 후 제국이 점진적인 지방 정복을 통해 건설되었다고 진술한다.
18. ↑  (Hemacandra 1998, 176–177쪽)는 헤마찬드라의 디감바라 자이나교 판본에 따르면, 찬드라굽타와 그의 전략가 차나키야의 성공이 항복을 거부한 난다 마을에 의해 중단되었다고 언급한다. 차나키야는 수행자로 변장하고 일곱 어머니 여신 (사프타마트리카스)을 안에서 발견했다. 그는 이 여신들이 마을 사람들을 보호하고 있다고 결론 내렸다. 마을 사람들은 변장한 수행자에게 마을을 둘러싼 군대의 봉쇄를 끝내는 방법에 대한 조언을 구했다. 헤마찬드라는 차나키야가 그들을 속여 어머니 여신들을 제거하게 했다고 썼다. 마을 사람들은 보호 여신들을 제거했고, 그 후 마을에 대한 쉬운 승리가 뒤따랐다. 그 후 찬드라굽타와 파르바타카의 동맹은 난다 제국을 점령하고 "측량할 수 없는 군대"로 파탈리푸트라를 공격했다. 재정이 고갈되고 공덕이 소진되고 정보가 부족한 난다 황제는 패배했다.
19. ↑  (Boesche 2003): "그리스인들로부터 서인도(펀자브와 신드)의 많은 부분을 빼앗고 셀레우코스와 조약을 체결했다"
20. ↑  그레인저(Grainger)에 따르면, 셀레우코스는 "확실히 아리아(헤라트)를 통치했을 것"이며, 또한 그의 "아들 안티오코스는 15년 후에 그곳에서 활동했다." (Grainger, John D. 1990, 2014. Seleukos Nikator: Constructing a Hellenistic Kingdom. Routledge. p. 109).
21. 전성기에는 마우리아 제국이 북인도 전역에 걸쳐 있었으며, 동쪽으로는 오늘날의 벵골에서 서쪽으로는 아프가니스탄 힌두쿠시산맥 아래까지, 그리고 중앙인도와 남쪽으로는 북부 데칸고원까지 진출했다.
  - Bose & Jalal, 39쪽): "불교와 자이나교의 발흥 이후 수세기 동안의 정치사는 북인도에서 강력한 지역 국가들의 출현과 통합을 보았다. 이들 중 가장 강력한 국가 중 하나는 파탈리푸트라(오늘날의 파트나 근처)를 수도로 한 마가다 왕국이었다. 마가다 왕국은 기원전 4세기와 5세기에 마우리아 왕조 아래 확장되어 거의 전체 아대륙을 포괄하는 제국이 되었다. 찬드라굽타 마우리아는 알렉산드로스 대왕의 북서부 인도 침공 직후인 기원전 322년에 왕조를 창건했다. 마우리아 제국은 아소카(기원전 268년-231년)의 통치 하에 절정에 달했다."
  - Ludden (2013, 47쪽): "제국 바르하트 마우리아는 바르하트라는 고대 영토를 정의했다. 옛 무역로를 따라 행군하면서 제국은 넓은 기저부를 가진 높은 삼각형의 기하학적 형태를 띠었고, 그 정점은 마가다에 있었다. 긴 북부 다리 하나는 갠지스강을 거슬러 펀자브를 지나 힌두쿠시산맥까지 뻗어 있었고, 또 다른 긴 다리 하나는 파탈리푸트라에서 남서쪽으로 손강 계곡을 따라 나르마다강을 거쳐 베라르, 마하라슈트라, 구자라트까지 뻗어 있었다. 넓은 기저부는 펀자브, 인더스강, 라자스탄, 구자라트, 그리고 서부 마하라슈트라에 걸쳐 있었다. 북서부 국경은 간다라와 카슈미르를 중심으로 하였고, 남서부 국경은 마하라슈트라의 현재 나식인 나시카를 중심으로 하였다. 카슈미르 북쪽과 카이버 고개 서쪽에서는 그리스 왕조가 지배력을 행사했다. 나시카 남쪽에서는 마우리아의 존재가 주로 외교 사절단으로 구성되었다."

### 참조주
1. 1 2  찬드라굽타 마우리아, 인도 황제 보관됨 2018-03-10 - 웨이백 머신, 브리태니커 대백과사전
2. 1 2  Kulke & Rothermund 2004, 59-65쪽.
3. ↑  Boesche 2003, 7-18쪽.
4. 1 2 3 4 5 6  Mookerji 1988, 6쪽.
5. ↑  Mookerji 1988, 6-8, 22, 31-33쪽.
6. 1 2 3  Hemacandra 1998, 175–188쪽.
7. 1 2  Raychaudhuri 1967, 144–145쪽.
8. 1 2  Danielou 2003, 85-86쪽.
9. 1 2 3  Roy 2012, 27, 61–62쪽.
10. ↑  Jansari 2023, 18쪽.
11. 1 2  Jansari 2023, 31쪽.
12. ↑  Coningham & Young 2015, 452-453쪽.
13. 1 2  Mookerji 1988, 47, 52–53쪽.
14. ↑  Mookerji 1988, 2–14, 229–235쪽.
15. ↑  Mookerji 1988, 3–14쪽.
16. ↑  Mookerji 1988, 3쪽.
17. 1 2 3 4  Olivelle 2013.
18. 1 2 3 4 5 6 7 8 9  Wiley 2009, 50–52쪽.
19. 1 2 3 4 5 6  Fleet 1892, 156–162쪽.
20. ↑  Mookerji 1988, 5–6쪽.
21. ↑  Mookerji 1988, 5–7쪽.
22. ↑  Mookerji 1966, 5쪽.
23. ↑  Upinder Singh 2017, 264–265쪽.
24. 1 2 3 4 5  Mookerji 1988, 7–9쪽.
25. 1 2 3 4 5  Mookerji 1988, 14쪽.
26. 1 2  Mookerji 1988, 13–15쪽.
27. ↑  Thapar 1961, 12쪽.
28. 1 2  Mookerji 1988, 13–14쪽.
29. ↑  Seth, H. C. (1937). 《Did Candragupta Maurya belong to North-Western India?》. 《Annals of the Bhandarkar Oriental Research Institute》 18. 158–165쪽. ISSN 0378-1143. JSTOR 41688339.
30. 1 2 3 4 5 6 7 8  Dikshitar 1993, 264–266쪽.
31. 1 2 3 4 5 6 7 8  Hemacandra 1998, 155–157, 168–188쪽.
32. 1 2  Jones & Ryan 2006, xxviii쪽.
33. 1 2  Jaini 1991, 43–44쪽.
34. ↑  Upādhye 1977, 272–273쪽.
35. ↑  Jansari 2023, 28–29쪽.
36. ↑  Raychaudhuri 1923, 142쪽.
37. ↑  Trautmann 1970, 240–241쪽.
38. ↑  Raychaudhuri 1923, 137쪽.
39. 1 2  Jansari 2023, 36, note 15; p.38, note 67쪽.
40. 1 2  Jansari 2023, 36, note 15쪽.
41. 1 2  Jansari 2023, 17쪽.
42. ↑  Raychaudhuri 1923, 138쪽.
43. ↑  Thapar 1961, 13쪽.
44. 1 2 3  Raychaudhuri 1967, 134–142쪽.
45. 1 2  Habib & Jha 2004, 15쪽.
46. ↑  Upinder Singh 2016, 331쪽.
47. ↑  Jansari 2023, 30-31쪽.
48. 1 2 3  Roy 2012, 61–62쪽.
49. 1 2  Raychaudhuri 1967, 139쪽.
50. ↑  Thapar 2004, 177쪽.
51. ↑  Arora, U. P. (1991). 《The Indika of Megasthenes — an Appraisal》. 《Annals of the Bhandarkar Oriental Research Institute》. 72/73. 307–329쪽. JSTOR 41694901.
52. ↑  Jansari 2023, 69–70쪽.
53. ↑  Raychaudhuri 1967, 139–140쪽.
54. ↑  Raychaudhuri 1967, 140쪽.
55. ↑  Jansari 2023, 20–22쪽.
56. ↑  Majumdar, Raychauduhuri & Datta 1960.
57. 1 2  Allchin & Erdosy 1995, 187–194쪽.
58. ↑  Mookerji 1988, 2, 25–29쪽.
59. ↑  Sastri 1988, 26쪽.
60. ↑  Edward James Rapson; Wolseley Haig; Richard Burn; Henry Dodwell; Mortimer Wheeler, 편집. (1968). 《The Cambridge History of India》 4. 470쪽. "His surname Maurya is explained by Indian authorities as mean 'son of Mura,' who is described as a concubine of the king.
61. 1 2 3  Mookerji 1988, 9–11쪽.
62. ↑  Mookerji 1988, 13쪽.
63. ↑  Mookerji 1988, 15–18쪽.
64. ↑  Mookerji 1988, 7–13쪽.
65. 1 2  Mookerji 1988, 15–17쪽.
66. ↑  Modelski, George (1964). 《Kautilya: Foreign Policy and International System in the Ancient Hindu World》. 《American Political Science Review》 58 (Cambridge University Press). 549–560쪽. doi:10.2307/1953131. JSTOR 1953131. S2CID 144135587.; Quote: "Kautilya is believed to have been Chanakya, a Brahmin who served as prime Minister to Chandragupta (321–296 B.C.), the founder of the Mauryan Empire."
67. ↑  Mookerji 1988, 19–20쪽.
68. ↑  Mookerji 1988, 6–8, 31–33쪽.
69. ↑  틀:Usurped
70. ↑  Raychaudhuri 1967, 144쪽.
71. 1 2  Mookerji 1988, 22쪽.
72. ↑  Nath sen, Sailendra (1999). 《Ancient Indian History and Civilization》. Routledge. 162쪽. ISBN 9788122411980.
73. ↑  Mookerji 1988, 32쪽.
74. 1 2  Mookerji 1988, 18쪽.
75. ↑  “History: Biography of Chandragupta Maurya and His Maurya Empire”. 《Md. Mizanur Rahaman Mizan》. 2022년 8월 4일. 2022년 8월 5일에 확인함.
76. 1 2  Habib & Jha 2004, 14쪽.
77. ↑  Mookerji 1988, 21쪽.
78. ↑  Grant 2010, 49쪽.
79. 1 2  Roy 2012, 62쪽.
80. ↑  Mookerji 1988, 33쪽.
81. ↑  Malalasekera 2002, 383쪽.
82. ↑  Mookerji 1988, 33–34쪽.
83. ↑  Mookerji 1998, 28–33쪽.
84. 1 2 3  Sen 1895, 26–32쪽.
85. 1 2  Mookerji 1988, 34쪽.
86. ↑  Jansari 2023, 17-18, 31쪽.
87. ↑  Mookerji 1988, 28–33쪽.
88. ↑  Stoneman 2019, 155쪽.
89. ↑  Thapar 2013, 362–364쪽.
90. ↑  Hemacandra 1998, 176–177쪽.
91. ↑  Mookerji 1988, 2–3, 35–38쪽.
92. ↑  Appian, 55쪽.
93. ↑  Jansari 2023, 34쪽.
94. ↑  “스트라본 15.2.1(9)”. 2009년 2월 3일에 원본 문서에서 보존된 문서. 2017년 7월 14일에 확인함.
95. ↑  스트라본, 지리서, XV, 2, 9
96. ↑  스트라본, 지리서, xv.2.9
97. ↑  Jansari 2023.
98. ↑  Smith 1914, 149쪽.
99. 1 2 3  Tarn 1922, 100쪽.
100. ↑  Boesche 2003.
101. ↑  Kosmin 2014, 33쪽.
102. ↑  Mookerji 1988, 36–37, 105쪽.
103. ↑  Clark 1919.
104. 1 2  Coningham & Young 2015, 452쪽.
105. ↑  Allchin 1995, 208쪽.
106. ↑  Barua 2005, 13–15쪽.
107. ↑  Kosmin 2014, 277쪽.
108. ↑  Dissanayake, Daya (2019). “Who was Ashoka: A Critic”. 《Scribd, Inc.》. 2024년 12월 25일에 확인함.
109. ↑  Sagar, Chandra (1992). 《Foreign Influence on Ancient India》. Northern Book Centre. 83쪽.
110. ↑  India, the Ancient Past, Burjor Avari, p. 106-107
111. ↑  Majumdar 2003, 105쪽.
112. ↑  Tarn, W. W. (1940). 《Two Notes on Seleucid History: 1. Seleucus' 500 Elephants, 2. Tarmita》. 《The Journal of Hellenic Studies》 60. 84–94쪽. doi:10.2307/626263. JSTOR 626263. S2CID 163980490.
113. 1 2 3  Mookerji 1988, 38쪽.
114. ↑  Salomon 1998, 194, 199–200 with footnote 2쪽.
115. 1 2  Habib & Jha 2004, 19쪽.
116. 1 2  Habib & Jha 2004, 20쪽.
117. ↑  Mookerji 1988, 39–41, 60–64쪽.
118. ↑  Bentley 1993, 44–46쪽.
119. ↑  Mookerji 1988, 40쪽.
120. 1 2  Hemacandra 1998, 185–188쪽.
121. ↑  Mookerji 1988, 39–40쪽.
122. ↑  Samuel 2010, 60쪽.
123. ↑  Thapar 2004, 178쪽.
124. ↑  Mookerji, Radhakumud (1966). 《Chandragupta Maurya and His Times》 (영어). Motilal Banarsidass Publ. ISBN 978-81-208-0405-0.
125. 1 2  Long 2013, 60–61쪽.
126. 1 2  Dundas 2003, 46–49쪽.
127. 1 2  Dundas 2003, 46–49, 67–69쪽.
128. 1 2  Jyoti Prasad Jain 2005, 65–67쪽.
129. ↑  Jansari 2023, 20쪽.
130. 1 2  Jansari 2023, 22쪽.
131. ↑  Mookerji 1988, 38–42쪽.
132. ↑  플루타르코스, 알렉산드로스 62
133. ↑  Mookerji 1988, 39-41쪽.
134. ↑  Mookerji 1988, 41-42쪽.
135. ↑  Kulke & Rothermund 2004, 64쪽.
136. ↑  Zvelebil 1973, 53–54쪽.
137. ↑  Mookerji 1988, 41–42쪽.
138. ↑  Upinder Singh 2016, 330–331쪽.
139. ↑  “Auction 396. INDIA, Mauryan Empire , Karshapana (14mm, 3.32 g). circa 315-310 BC”. 《www.cngcoins.com》. 2024년 4월 24일에 확인함.
140. ↑  Mookerji 1988, 80쪽.
141. ↑  Boesche 2003, 7–18쪽.
142. ↑  MV Krishna Rao (1958, Reprinted 1979), Studies in Kautilya, 2nd Edition, OCLC 551238868, ISBN 978-8121502429, pages 13–14, 231–233
143. ↑  Olivelle 2013, 26쪽.
144. ↑  Modelski, George (1964). 《Kautilya: Foreign Policy and International System in the Ancient Hindu World》. 《American Political Science Review》 58. 549–560쪽. doi:10.2307/1953131. JSTOR 1953131. S2CID 144135587.; Quote: "Kautilya is believed to have been Chanakya, a Brahmin who served as Chief Minister to Chandragupta (321–296 B.C.), the founder of the Mauryan Empire."
145. ↑  Upinder Singh 2017, 220쪽.
146. ↑  Allchin & Erdosy 1995, 189–192쪽.
147. 1 2  Mookerji 1988, 62–63, 79–80, 90, 159–160쪽.
148. 1 2 3  Sastri 1988, 120–122쪽.
149. ↑  Allan 1958, 25–28쪽.
150. ↑  Obeyesekere 1980, 137–139 with footnote 3쪽.
151. ↑  Albinski 1958, 62–75쪽.
152. ↑  Allchin & Erdosy 1995, 187–195쪽.
153. 1 2 3 4  Roy 2012, 62–63쪽.
154. ↑  Allchin & Erdosy 1995, 192–194쪽.
155. ↑  Allchin & Erdosy 1995, 189쪽.
156. ↑  Allchin & Erdosy 1995, 194–195쪽.
157. ↑  Roy 2012, 63–64쪽.
158. ↑  Roy 2012, 64–68쪽.
159. ↑  Olivelle 2013, 49–51, 99–108, 277–294, 349–356, 373–382쪽.
160. ↑  Harrison 2009, 234–235쪽.
161. 1 2  Guha-Thakurta 2006, 51–53, 58–59쪽.
162. 1 2  Varadpande 2006, 32–34 with Figure 11쪽.
163. ↑  Guha-Thakurta 2006, 58–61쪽.
164. ↑  Asher 2015, 421–423쪽.
165. ↑  Eraly 2002, 414–415쪽.
166. ↑  Sastri 1988, 163–164쪽.
167. ↑  Bronkhorst 2007.
168. ↑  Jansari 2023, 138–140쪽: 사르나트의 고대 조각상에서 영향을 받아 왕실 양산과 후광을 포함하여 "이상화"되었으며, "특정 시대, 지역 또는 장르에 쉽게 귀속될 수 없는 다양한 스타일과 모티프"를 한데 모았고, "원형 디스크가 있는 투구"; 그리고 "전통적인 인도식 미싱되지 않은 의류", 정교한 보석류, 그리고 성스러운 실로 그가 크샤트리야임을 나타내지만, 또한 "유럽식 하드커버 책"도 포함한다. 받침대 아래에는 인도 지도가 그려져 찬드라굽타가 국가에 미치는 중요성을 상징한다.
169. ↑  Jansari 2023, 174–176쪽. 이 현대 우표는 펀치마크 주화의 상징을 사용했고, 한 손으로는 아바야 무드라를 취하고 다른 손으로는 칼을 든 "최소한의" 방식으로 그를 묘사하며, 다른 고대 미술 작품에서 영감을 받은 "전통적인 미싱되지 않은 인도 의복"과 보석을 착용했다. 그리고 아소카의 조각상에서 영감을 받은 왕좌 구성 요소를 포함한다.
170. ↑  Vallely 2018, 182–183쪽.
171. ↑  찬드라굽타 마우리아 기념 우표 보관됨 2013-04-27 - 웨이백 머신, 인도 정부 언론 정보국
172. ↑  Ghosh 2001, 44–46쪽.
173. ↑  The Courtesan and the Sadhu, A Novel about Maya, Dharma, and God, October 2008, Dharma Vision LLC., ISBN 978-0-9818237-0-6, Library of Congress Control Number: 2008934274
174. ↑  Bhagwan Das Garga (1996). 《So Many Cinemas: The Motion Picture in India》. Eminence Designs. 43쪽. ISBN 978-81-900602-1-9.
175. ↑  《Screen World Publication's 75 Glorious Years of Indian Cinema: Complete Filmography of All Films (silent & Hindi) Produced Between 1913-1988》. Screen World Publication. 1988. 109쪽.
176. ↑  Hervé Dumont (2009). 《L'Antiquité au cinéma: vérités, légendes et manipulations》. Nouveau Monde. ISBN 978-2-84736-476-7.
177. ↑  “차나키야 찬드라굽타 (1977)”. 《IMDb》. 1977년 8월 25일. 2016년 3월 11일에 원본 문서에서 보존된 문서. 20 February 2016에 확인함.
178. ↑  “Television”. 《The Indian Express》. 1991년 9월 8일. 2018년 5월 11일에 원본 문서에서 보존된 문서. 2017년 8월 22일에 확인함.
179. ↑  “찬드라굽타 마우리아, 스몰 스크린으로 돌아오다”. 《지 뉴스》. 13 January 2011. 2016년 3월 3일에 원본 문서에서 보존된 문서.
180. ↑  “찬드라굽타 마우리아, 소니 TV에서 방영될까?”. 《더 타임스 오브 인디아》. 2012년 5월 5일. 2016년 1월 4일에 원본 문서에서 보존된 문서.
181. ↑  TV, Imagine. “Channel”. 《TV 채널》. 2011년 7월 25일에 원본 문서에서 보존된 문서.
182. ↑  “Real truth behind Chandragupta's birth, his first love Durdhara and journey to becoming the Mauryan King”. 2016년 10월 17일. 2017년 10월 28일에 원본 문서에서 보존된 문서.
183. ↑  “문명® VI – 공식 사이트 | 뉴스 | 문명 VI: 흥망성쇠 - 찬드라굽타가 인도를 이끌다”.
184. ↑  “'찬드라굽타 마우리아' 11월 소니 TV에서 방영 예정”. 2018년 11월 13일에 원본 문서에서 보존된 문서. 2018년 11월 18일에 확인함.

## 참고 문헌
- Albinski, Henry S. (1958), “The Place of the Emperor Asoka in Ancient Indian Political Thought”, 《Midwest Journal of Political Science》 2 (1): 62–75, doi:10.2307/2109166, JSTOR 2109166
- Allan, J (1958), 《The Cambridge Shorter History Of India》, Cambridge University Press
- Allchin, F. R. (1995), 〈The Mauryan State and Empire〉,   Allchin, F. R.; Erdosy, George, 《The Archaeology of Early Historic South Asia: The Emergence of Cities and States》, Cambridge University Press, ISBN 978-0-521-37695-2
- Allchin, F. R.; Erdosy, George (1995), 《The Archaeology of Early Historic South Asia: The Emergence of Cities and States》, Cambridge University Press, ISBN 978-0-521-37695-2
- Appian, 《History of Rome, The Syrian Wars》
- Asher, Frederick (2015),  Brown, Rebecca M.; Hutton, Deborah S., 편집., 《A Companion to Asian Art and Architecture》, John Wiley & Sons, ISBN 978-1-119-01953-4
- Barua, Pradeep (2005), 《The State at War in South Asia》 2, Nebraska Press, ISBN 9780803240612, via Project MUSE (구독 필요)
- Bentley, Jerry (1993), 《Old World Encounters: Cross-Cultural Contacts and Exchanges in Pre-Modern Times》, Oxford University Press
- Bhattacharyya, P. K. (1977), 《Historical Geography of Madhyapradesh from Early Records》, Motilal Banarsidass
- Boesche, Roger (2003), “Kautilya's Arthaśāstra on War and Diplomacy in Ancient India” (PDF), 《The Journal of Military History》 67 (1): 9, doi:10.1353/jmh.2003.0006, ISSN 0899-3718, S2CID 154243517
- Bose, Sugata; Jalal, Ayesha (2004). 《Modern South Asia: History, Culture, Political Economy》. London and New York: Routledge.
- Bronkhorst, Johannes (2007). 《Greater Magadha: Studies in the culture of early India》 (영어). BRILL. ISBN 978-90-04-15719-4. OCLC 897004884.
- Chakrabarty, Dilip K. (2010), 《The Geopolitical Orbits of Ancient India: The Geographical Frames of the Ancient Indian Dynasties》, New Delhi, Oxford and New York: Oxford University Press, ISBN 978-0-19-908832-4
- Clark, Walter Eugene (1919). 《The Importance of Hellenism from the Point of View of Indic-Philology》. 《Classical Philology》 14. 297–313쪽. doi:10.1086/360246. S2CID 161613588.
- Coningham, Robin; Young, Ruth (2015). 《The Archaeology of South Asia: From the Indus to Asoka, c.6500 BCE–200 CE》. Cambridge University Press. ISBN 978-1-316-41898-7.
- Danielou, Alain (2003). 《A Brief History of India》. Inner Traditions.
- Dikshitar, V. R. Ramachandra (1993), 《The Mauryan Polity》, Motilal Banarsidass Publ., ISBN 978-81-208-1023-5
- Dundas, Paul (2003), 《The Jains》, Routledge, ISBN 978-0-415-26605-5
- Dupree, Louis (2014), 《Afghanistan》, Princeton University Press, ISBN 978-1-4008-5891-0
- Eraly, Abraham (2002), 《Gem In The Lotus》, Penguin, ISBN 978-93-5118-014-2
- Fisher, Michael (2018), 《An Environmental History of India, From the Earliest Times to the Twenty-First-Century》, New Approaches in Asian History Series, Cambridge and New York: Cambridge University Press, ISBN 9781107111622
- Fleet, J.F. (1892), 《Bhadrabahu, Chandragupta and Shravanabelagola (Indian Antiquary)》 21, Archaeological Society of India
- Ghosh, Ajit Kumar (2001), 《Dwijendralal Ray》, Makers of Indian Literature 1판, New Delhi: Sahitye Akademi, ISBN 978-81-260-1227-5
- Grainger, John D. (2014), 《Seleukos Nikator: Constructing a Hellenistic Kingdom》, Routledge, ISBN 978-1-317-80099-6
- Grant, R.G. (2010), 《Commanders》, Penguin
- Guha-Thakurta, Tapati (2006),  Chatterjee, Partha; Ghosh, Anjan, 편집., 《History and the Present》, Anthem Press, ISBN 978-1-84331-224-6
- Habib, Irfan; Jha, Vivekanand (2004), 《Mauryan India》, A People's History of India, Aligarh Historians Society / 툴리카 북스, ISBN 978-81-85229-92-8
- Haig, Malcolm Robert (1894). 《The Indus Delta Country: A Memoir, Chiefly on Its Ancient Geography and History》. K. Paul, Trench, Trübner & Company, Limited.
- Harrison, Thomas (2009), 《The Great Empires of the Ancient World》, Getty Publications, ISBN 978-0-89236-987-4
- Hemacandra (1998), 《The Lives of the Jain Elders》, 번역 R.C.C. Fynes, Oxford University Press, ISBN 978-0-19-283227-6
- Jain, Jyoti Prasad (2005), 《Jaina Sources of the History of Ancient India: 100 BC - AD 900》, Munshiram Manoharlal, ISBN 9788121511407
- Jaini, Padmanabh S. (1991), 《Gender and Salvation》, University of California Press, ISBN 978-0-520-06820-9
- Jansari, Sushma (2023), 《Chandragupta Maurya: The creation of a national hero in India》, UCL Press, ISBN 9781800083882
- Jones, Constance; Ryan, James D. (2006), 《Encyclopedia of Hinduism》, Infobase Publishing, ISBN 978-0-8160-7564-5
- Long, Jeffery D (2013), 《Jainism: An Introduction》, I.B.Tauris, ISBN 978-0-85771-392-6
- Kosmin, Paul J. (2014), 《The Land of the Elephant Kings: Space, Territory, and Ideology in Seleucid Empire》, 하버드 대학교 출판부, ISBN 978-0-674-72882-0
- Kulke, Hermann; Rothermund, Dietmar (2004), 《A History of India》 4판, London: 라우틀리지, ISBN 978-0-415-15481-9
- Lal bhargava, Purushottam (1996). 《Chandragupta Maurya A Gem of Indian History》. D.K Printworld. ISBN 9788124600566.
- Ludden, David (2013), 《India and South Asia: A Short History》, Oneworld Publications, ISBN 978-1-78074-108-6
- Majumdar, R. C. (2003) [1952], 《Ancient India》, Motilal Banarsidass, ISBN 978-81-208-0436-4
- Majumdar, R. C.; Raychauduhuri, H. C.; Datta, Kalikinkar (1960), 《An Advanced History of India》, London: Macmillan & Company Ltd; New York: St Martin's Press
- Malalasekera, Gunapala Piyasena (2002), 《Encyclopaedia of Buddhism: Acala》, Government of Ceylon
- Mookerji, Radha Kumud (1962), 《Aśoka》 3 Revis, repr판, Delhi: Motilal Banarsidass (reprint 1995), ISBN 978-81208-058-28
- Mookerji, Radha Kumud (1988) [first published in 1966], 《Chandragupta Maurya and his times》 4판, Motilal Banarsidass, ISBN 81-208-0433-3
- Obeyesekere, Gananath (1980),  Doniger, Wendy, 편집., 《Karma and Rebirth in Classical Indian Traditions》, University of California Press, ISBN 978-0-520-03923-0
- Olivelle, Patrick (2013), 《King, Governance, and Law in Ancient India: Kauṭilya's Arthaśāstra》, Oxford UK: Oxford University Press, ISBN 978-0199891825
- Raychaudhuri, H. C. (1923), 《Political History of Ancient India: From the Accession of Parikshit to the Extinction of the Gupta Dynasty》, Oxford University Press (1996 reprint, with B. N. Mukerjee Introduction)
- Raychaudhuri, Hem Chandra; Mukherjee, B.N. (1997) [1923]. 《Political history of ancient India, from the accession of Parikshit to the extinction of the Gupta dynasty》 eight판. Oxford University Press India.
- Raychaudhuri, H. C. (1967), 〈India in the Age of the Nandas / Chandragupta and Bindusara〉,   K. A. Nilakanta Sastri, 《Age of the Nandas and Mauryas》 Seco판, Motilal Banarsidass (1988 reprint), ISBN 978-81-208-0466-1
- Roy, Kaushik (2012), 《Hinduism and the Ethics of Warfare in South Asia: From Antiquity to the Present》, Cambridge University Press, ISBN 978-1-107-01736-8
- Salomon, Richard (1998), 《Indian Epigraphy: A Guide to the Study of Inscriptions in Sanskrit, Prakrit, and the other Indo-Aryan Languages》, Oxford University Press, ISBN 978-0-19-535666-3
- Samuel, Geoffrey (2010), 《The Origins of Yoga and Tantra. Indic Religions to the Thirteenth Century》, Cambridge University Press
- Sastri, Kallidaikurichi Aiyah Nilakanta (1988), 《Age of the Nandas and Mauryas》, Motilal Banarsidass, ISBN 978-81-208-0466-1
- Sen, R.K. (1895), 〈Origin of the Maurya of Magadha and of Chanakya〉, 《Journal of the Buddhist Text Society of India》, The Society
- Sharma, Madhulika (2001). 《Fire Worship in Ancient India》. Publication scheme. ISBN 9788186782576.
- Sherwin-White, Susan; Kuhrt, Amelie (1993). 《From Samarkhand to Sardis: A New Approach to the Seleucid Empire》. University of California Press.
- Singh, Upinder (2016), 《A History of Ancient and Early Medieval India: From the Stone Age to the 12th Century》, 피어슨 교육, ISBN 978-93-325-6996-6
- Singh, Upinder (2017), 《Political Violence in Ancient India》, 하버드 대학교 출판부, ISBN 978-0-674-97527-9
- Smith, V.A. (1914). 《The Early History Of India Third Edition》 i판. Oxford University Press.
- Stein, Burton; Arnold, David (2010), 《A History of India》 2판, Wiley-Blackwell, 16쪽, ISBN 978-1-4051-9509-6
- Stoneman, Richard (2019), 《The Greek Experience of India: From Alexander to the Indo-Greeks》, Princeton University Press, ISBN 978-0-691-18538-5
- Tarn, W. W. (1922). 《The Greeks in Bactria and India》. Cambridge University Press.
- Thapar, Romila (1961), 《Aśoka and the Decline of the Mauryas》, Oxford University Press
- Thapar, Romila (2004) [first published by Penguin in 2002], 《Early India: From the Origins to A.D. 1300》, University of California Press, ISBN 978-0-520-24225-8
- Thapar, Romila (2013), 《The Past Before Us》, 하버드 대학교 출판부, ISBN 978-0-674-72651-2
- Trautmann, Thomas R. (1970), “Alexander and Nandrus in Justin 15.4.16.”, 《Annals of the Bhandarkar Oriental Research Institute》 51 (1/4)
- Upādhye, Ādinātha Neminātha (1977), 《Mahāvīra and His Teachings》, Bhagavān Mahāvīra 2500th Nirvāṇa Mahotsava Samiti
- Vallely, Anne (2018),  Kitts, Margo, 편집., 《Martyrdom, Self-Sacrifice, and Self-Immolation: Religious Perspectives on Suicide》, Oxford University Press, ISBN 978-0-19-065648-5
- Varadpande, Manohar Laxman (2006), 《Woman in Indian Sculpture》, Abhinav, ISBN 978-81-7017-474-5
- Wiley, Kristi L. (2009년 7월 16일), 《The A to Z of Jainism》, Scarecrow, ISBN 978-0-8108-6821-2
- Zvelebil, Kamil (1973), 《The Smile of Murugan: On Tamil Literature of South India》, BRILL, ISBN 90-04-03591-5
- Yardley, John; Wheatley, Pat; Heckel, Waldemar (2011), 《Justin: Epitome of the Philippic History of Pompeius Trogus, Volume II: Books 13-15, The Successors to Alexander the Great (Translation, Appendices and Commentary)》, Oxford University Press, Clarendon Ancient History Series

## 추가 자료
- Bongard-Levin, Grigory Maksimovich (1985). 《Mauryan India》. New Delhi: Sterling Publishers. OCLC 14395730.
- Brown, Rebecca M.; Hutton, Deborah S. (2015년 6월 22일), 《A Companion to Asian Art and Architecture》, John Wiley & Sons, ISBN 9781119019534
- Kosmin, Paul J. (2014), 《The Land of the Elephant Kings: Space, Territory, and Ideology in Seleucid Empire》, 하버드 대학교 출판부, ISBN 978-0-674-72882-0
- Mandal, Dhaneshwar (2003), 《Ayodhya, Archaeology After Demolition: A Critique of the "new" and "fresh" Discoveries》, Orient Blackswan, ISBN 9788125023449
- Mani, Braj Ranjan (2005), 《Debrahmanising history: dominance and resistance in Indian society》, Manohar, ISBN 978-81-7304-640-7
- Roy, Kaushik (2015), 《Warfare in Pre-British India–1500BCE to 1740CE》, Routledge
- Sagar, Krishna Chandra (1992), 《Foreign Influence on Ancient India》, Northern Book Centre, ISBN 9788172110284